# Niederich (Köln)

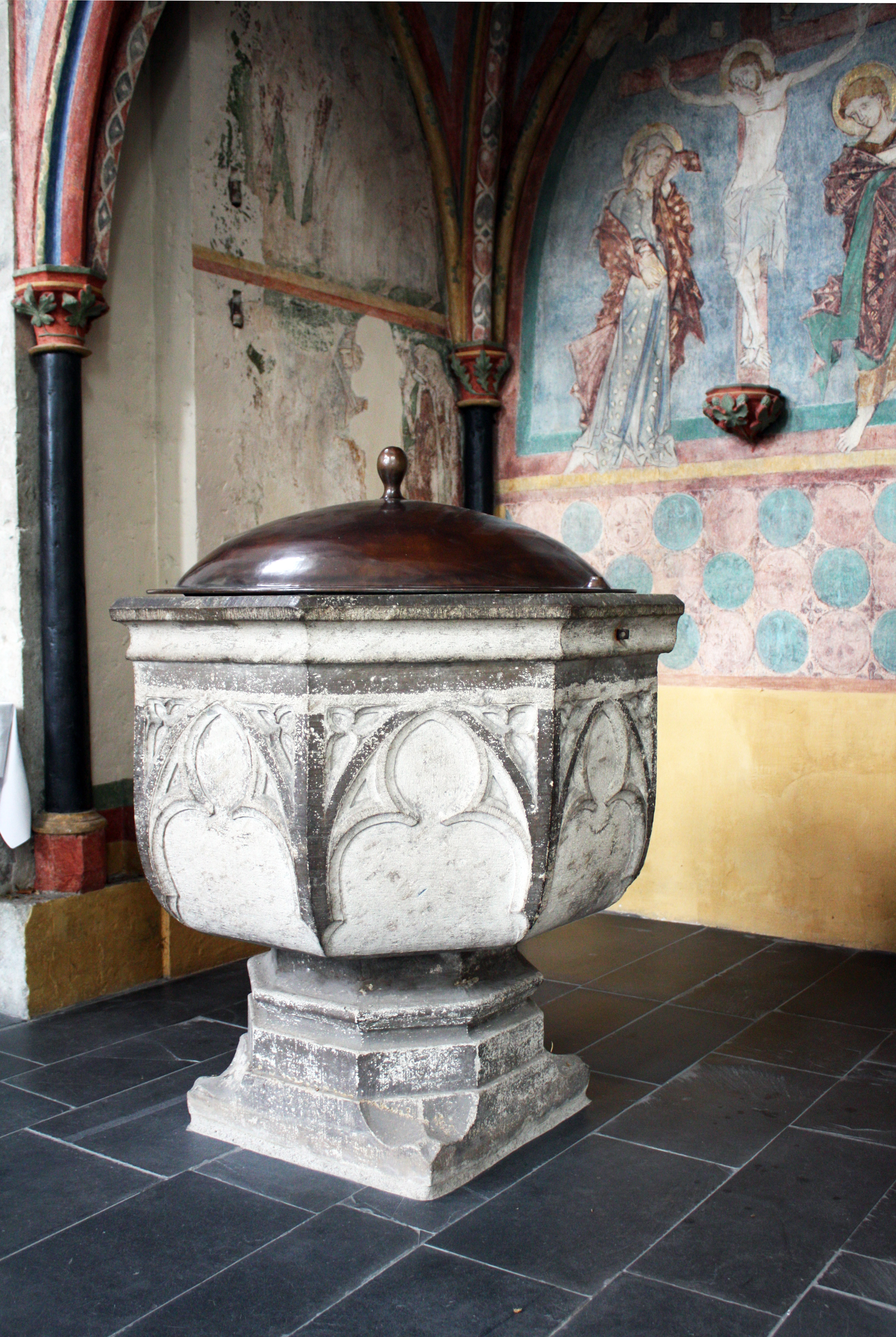
Taufkapelle St. Kunibert (um 1260/70)

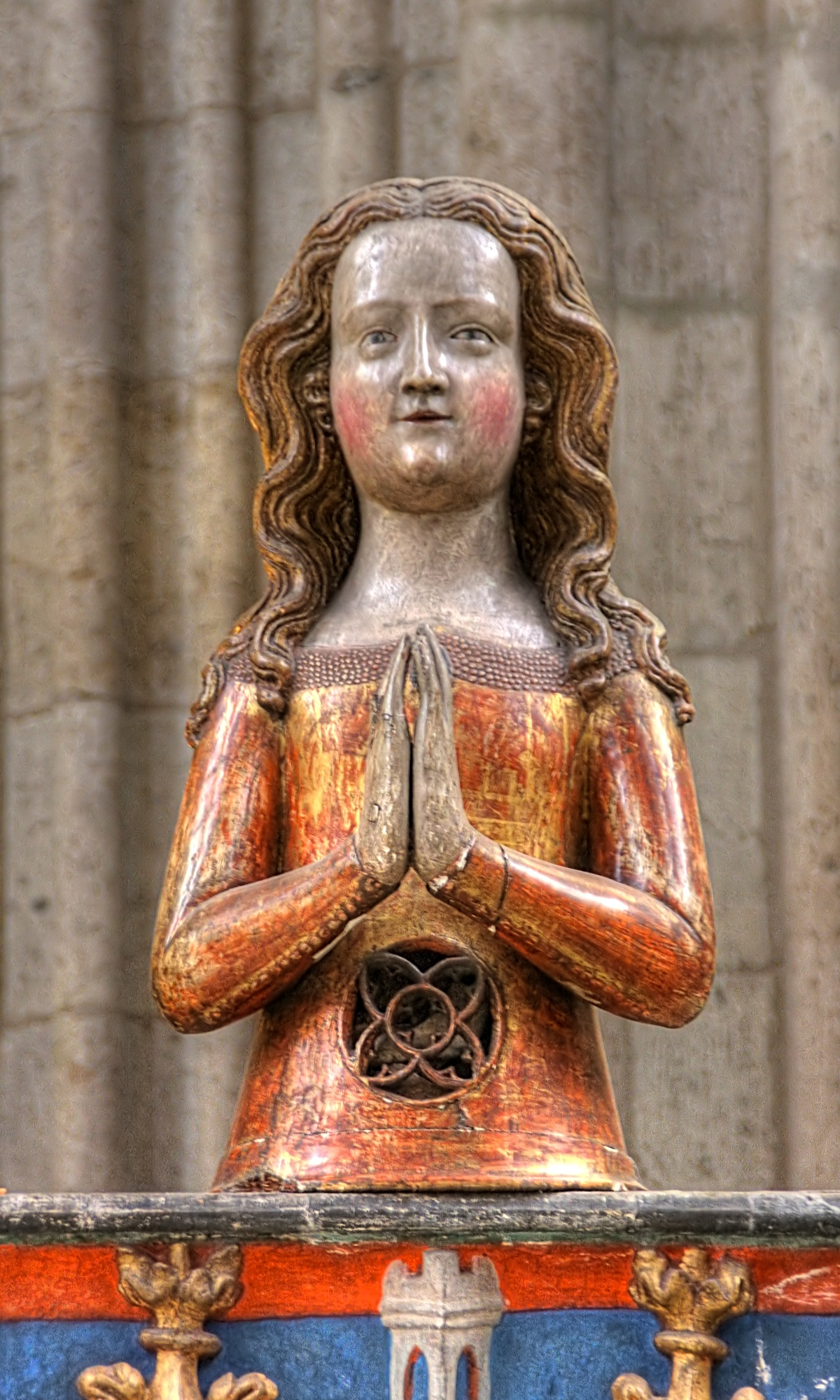
Ursulabüste mit Schultern und Armen in der Basilika St. Ursula in Köln

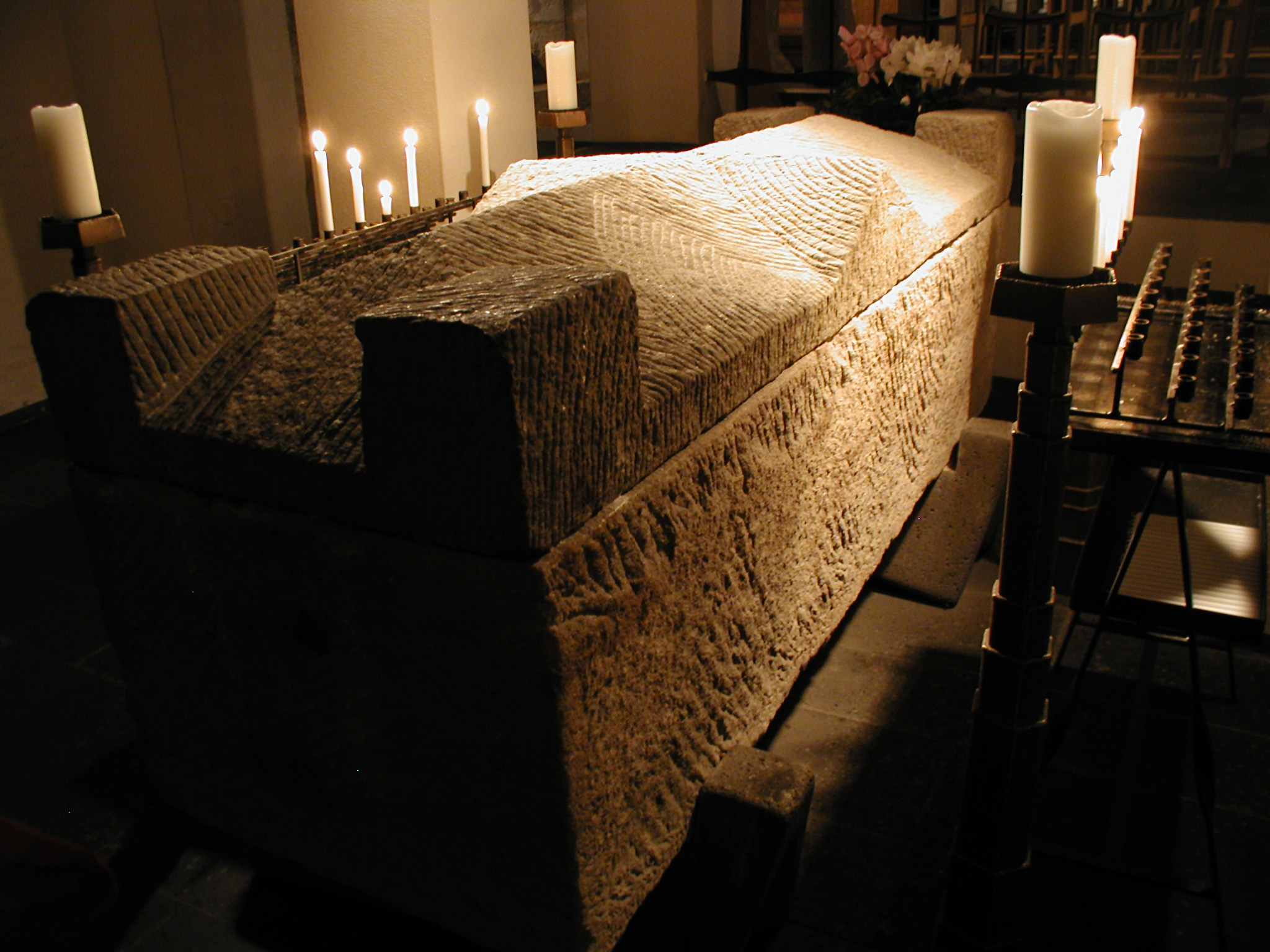
Sarkophag des Albertus Magnus in der Krypta St. Andreas

Niederich war die mittelalterliche Kölner Bezeichnung einer nördlich der Römermauer gelegenen Ansiedlung. Ihre gesellschaftliche Entwicklung wurde in der Folge wesentlich durch drei dort entstandene Stiftsbezirke beeinflusst. Das Gelände des späteren Stadtteiles, wie auf dem Gesamtplan der Stadt des Kartographen Mercator von 1571 zu erkennen ist, war eine von Feldern und Weingärten geprägte Gegend, die ihren ländlichen Charakter bis zu Beginn des 20. Jahrhunderts beibehielt.

## Von der Sondergemeinde zur Vorstadt
Erste Ansiedlungen entstanden zwischen dem am römischen Nordtor beginnenden, nach Neuss führenden Straßenzug Marzellenstraße, mit ihrer Verlängerung dem Eigelstein, und an der ursprünglichen Niederichstraße im Osten. Letztere verband die im äußeren Nordosten gelegene Kirche St. Kunibert mit der Kernstadt.
Die Vorstadtbezeichnung „Niederich“ war wie ihr südliches Pendant Oversburg (Overich) möglicherweise fränkischen Ursprungs. Die Entwicklung auf dem Niederich vollzog sich ähnlich wie im westlichen und südlichen Vorfeld der frühen Stadt.
Abgesehen von der an der westlichen Seite verlaufenden ehemaligen römischen Heerstraße, dem Eigelstein, gab es vorerst nur wenige „Hauptstraßen“ in diesem Vorstadtbereich. Die Namensgeberin des Gebietes, die Niederichstraße, wurde später mit der an ihr um 1239 entstehenden Johanniterkommende in Johannisstraße umbenannt. Diese errichtete dort die Kirche St. Johann und Cordula. Weitere Straßen und Gassen entstanden durch Ansiedlung rechts und links des Eigelsteins, so die noch heute vorhandene Weidengasse, Unter Kahlenhausen, Unter Krahnenbäumen, oder die Machabäerstraße. An letzterer soll auf dem früher Greesberg oder Greesberger Feld genannten Areal schon zu Erzbischof Annos Zeit (um 1070) eine der heiligen Magdalena geweihte Kapelle gestanden haben, aus der sich Kloster und Machabäerkirche der Benediktinerinnen entwickelte.

### Von einer Kapelle zur Stiftskirche

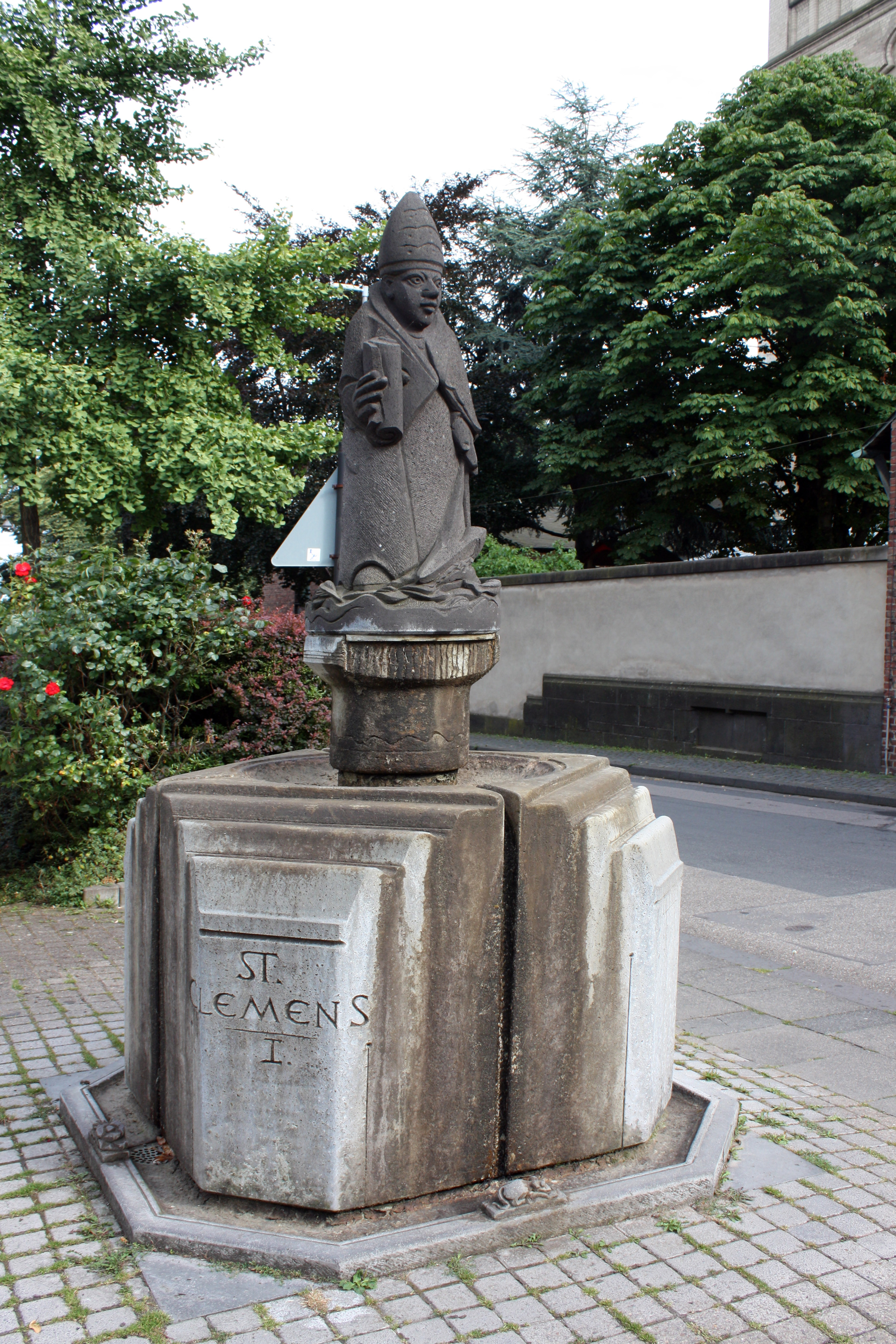
St. Clemensbrunnen

Hier entstand in früher Zeit eine am Rhein gelegene Kirche, die dann 1247 zur Stiftskirche St. Kunibert geweiht wurde. Ihr Ursprung ist möglicherweise schon im 7. Jahrhundert zu sehen, sie soll von Erzbischof Kunibert von Köln vor der nördlichen Römermauer, auf dem Areal einer frühen fränkischen Kultstätte, errichtet worden sein. (Vergleichbares geschah um 803 in Minden).
Kunibert bestimmte die kleine Kirche als seine Grabstätte und weihte sie dem heiligen Clemens. Die Kirche verlor in späterer Zeit ihr ursprüngliches Patrozinium und wurde wohl nach der Heiligsprechung ihres Gründers diesem selbst geweiht. Bis zum Jahr 1106, als die Einbeziehung der Vorstadt Niederich in das Stadtgebiet erfolgte, unterstand die Seelsorge der dortigen Bewohner alleine St. Kunibert.

#### Pfarrbezirk Sankt Kunibert
Die St. Kunibertkirche, die in späterer Zeit ihr Westschiff für die Gottesdienste der Laien separierte, betreute den nördlichen Eigelstein, die östlichen Teile der Plankgasse und der Eintrachtstraße sowie des Gereonswalles. Weiter auch die Weidengasse und den Thürmchenswall, sowie die Bewohner der Straßen „Unter Kahlenhausen“ und „Unter Krahnenbäumen“. Zu diesem Sprengel gehörten weiterhin die Straße „An der Linde“, das Kunibertkloster und die gleichnamige Gasse, die Machabäerstraße, die Servas-, Penz-, Platz- und Goldgasse (von letzterer der nördliche Teil), ebenso der nördliche Teil der Johannisstraße und die westliche Ecke der Maximinenstraße. Der Sprengel St. Kunibert, der durch die Stadterweiterung zerschnitten worden war (wie im Falle des Kirchspiels St. Severin), wurde 1180 wieder vereinigt. Zur Pfarrkirche des Stifts wurde die ehemalige Kapelle des Hospitals St. Lupus erhoben.

#### Sankt Lupus

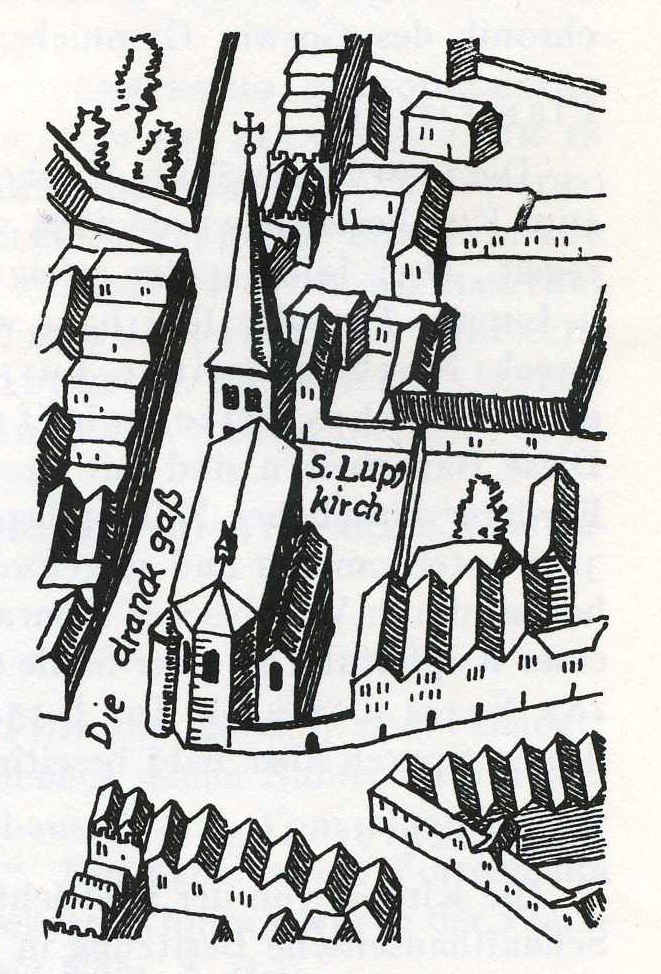
St. Lupus in Mercators Kölner Stadtansicht von 1570

Der seit 1172 zur Pfarre gewordenen Kirche St. Lupus unterstanden die Gemeindemitglieder der Straßen Maximinenstraße (Nordseite), der Hofergasse und Johannisstraße (südlich bis zur Goldgasse), die der südlichen Goldgasse und der „Waldemansgasse“. Diese wurde ab dem 15. Jahrhundert wegen der dort ansässig gewordenen Kotzmenger Kotzgasse genannt und wandelte sich zu der späteren Kostgasse. Weiter gehörten zur Gemeinde die Bewohner der Straße „Altes Ufer“ (südlich bis zur Goldgasse), die Bewohner der Trankgasse östlich bis zur Hubertusgasse. Wegen der westlich von St. Lupus, in der Trankgasse gelegenen Häuser (sie wurden in der Regel von den Domherren vermietet), kam es häufig zu Streitereien mit der Dompfarre St. Maria im Pesch, die das Pfarrrecht über diese Häuser anstrebte.

### Bebauung
Für den auch „burgum inferius“ genannten Niederich werden in vielen Ortsgeschichten kleine, um eine Kapelle oder einen ersten bescheidenen Kirchenbau angeordnete Siedlungsbauten erwähnt. Ansiedler errichteten sich, wie in allen frühmittelalterlichen Städten, bescheidene Behausungen. Wie die Koelhoffsche Chronik aus dem Jahr 1499 berichtet haben soll, waren die aus der älteren Zeit stammenden Gebäude sehr „schlicht“ gebaut. Diese auch bei Weinsberg häufig verwandte Wortwahl ist nach heutigem Verständnis gleichzusetzen mit einfach, damals jedoch mit minderwertig oder schlecht. Einfache Steinbauten oder auch reine aus Holz errichtete Häuser waren die Ausnahme, die Regel für ein bürgerliches Kölner Haus war ein Riegelbau. Diese Bauten waren einfach und schmucklos gestaltet und ruhten zumeist auf einem Steinsockel oder einem sonstigen massiven Unterbau. So wurden in Ufernähe des Rheines häufig in den Boden gerammte Pfähle als Fundament verwandt, um so einen sicheren Baugrund zu schaffen. Diese Bauweise findet sich noch in einem alten Kölner Reim der Pfingstsinger für geizige Anwohner wieder: „Dat Hus, dat steht op Stippe, dä Düvel soll et wippe“ (Das Haus, das steht auf Pfählen, das soll der Teufel wippen). Die Riegel und Balken waren grob behauen, die Gefache hatten eine Holzverschalung oder waren mit Reisig und Lehm, und etwa ab dem 15. Jahrhundert mit Ziegeln ausgefüllt. Überwiegend war jedoch nur die Straßenfront aus massivem Material; Hinterhaus und sich eventuell auf dem Hof anschließende Gebäude waren aus Holz. Mit ihren offenen Feuerstellen waren sie häufig Ursache verheerender Brände. Im Jahr 1376 traf es den Niederich besonders hart; ein Teil der Pfarre ging mitsamt der Kunibertkirche in Flammen auf. Im Jahr 1462 traf es das Machabäerkloster, und im Jahr 1502 das St. Ursulakloster.
| Pfarrbezirke des Niederich incl. Eigelstein | Schornsteine oder Feuerstellen (1492) | Erfassung als Häuserzählung (1705) |
| S. Paul                                     | 451                                   | 300                                |
| S. Lupus                                    | 412                                   | 262                                |
| S. Maria Ablass                             | 177                                   | 317                                |
| S. Kunibert                                 | 767                                   | 583                                |
| Quelle: Keussen                             |                                       |                                    |

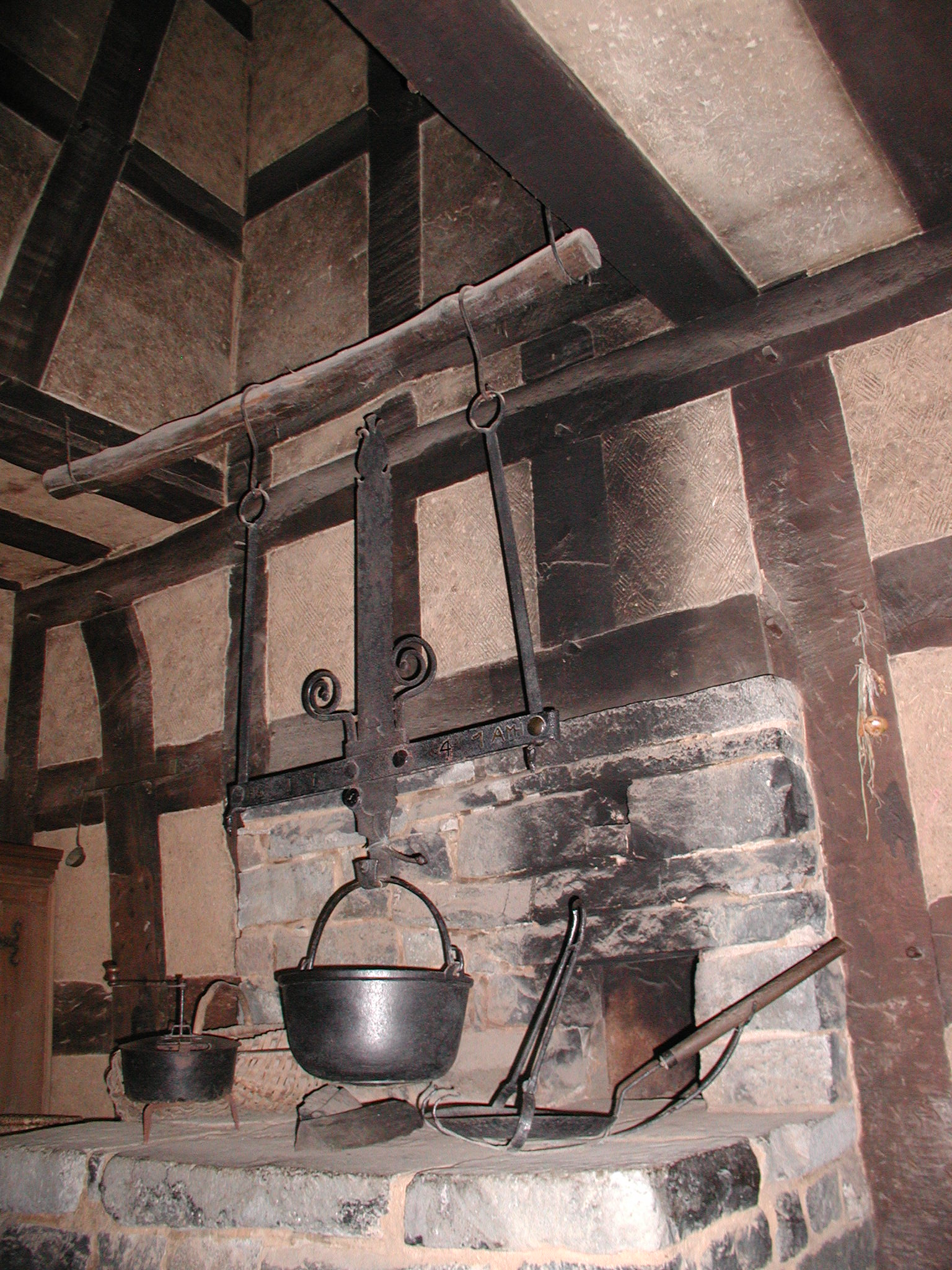
Typische Rhein. Feuerstelle des 17. Jahrhunderts

Im Gegensatz zu anderen Vorstadtbezirken, in denen sich Gewerbe unterschiedlicher Art ansiedelte, blieb der Niederich eine vornehmlich landwirtschaftlich genutzte Gegend.

### Wasserversorgung

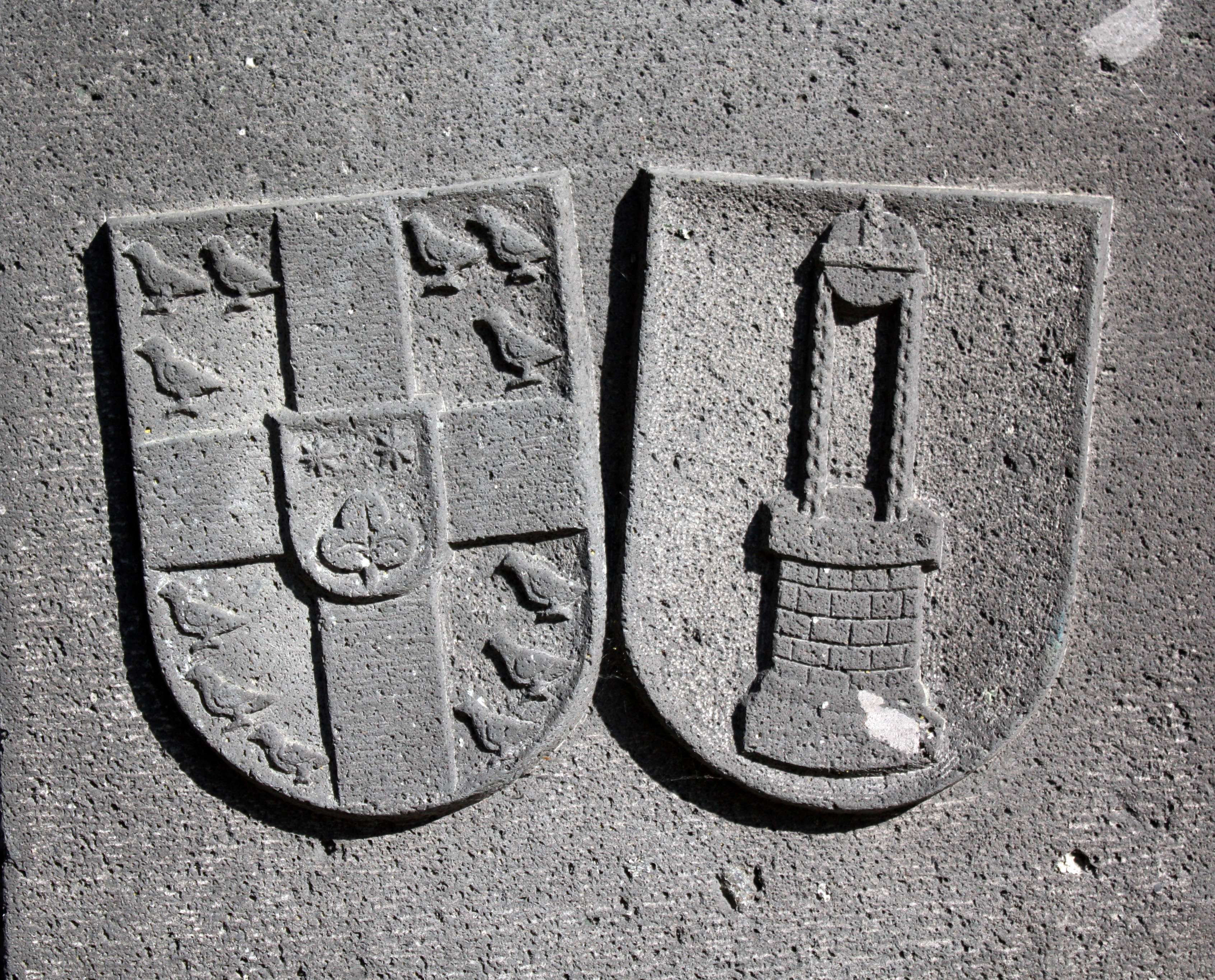
Brunnen im Wappen der Kölner Bürgermeister-
familien „von Groote“ und „zum Pütz“ (Kendenich)

Die Wasserversorgung (Trink- und Brauchwasser) der Kölner Bevölkerung in mittelalterlicher Zeit erfolgte durch Ziehbrunnen. Zu den Gerätschaften der in Kölner Mundart „Pütze“ genannten Brunnen gehörte eine Gabel mit einer Stange, deren Länge der Brunnentiefe angepasst war. Ein der Stange angehängter Eimer und eine das aus der Tiefe geschöpfte Wasser aufnehmende Wanne, die man in Köln nach wie vor „Bütt“ nennt, vervollständigten vorerst die Ausrüstung. Mit Winden ausgerüstete „Radpütze“ bei denen ein Eimer an einem Strick (noch später Kette) hinunter gelassen und gefüllt per Rad oder Walze nach oben gezogen wurde, kamen erst in späterer Zeit auf. In einigen Fällen erhob sich über der Brunnenanlage auch eine Art Haus, das auch als Wohnung genutzt und „Pützhaus“ genannt wurde.

Alte Brunnentechnik
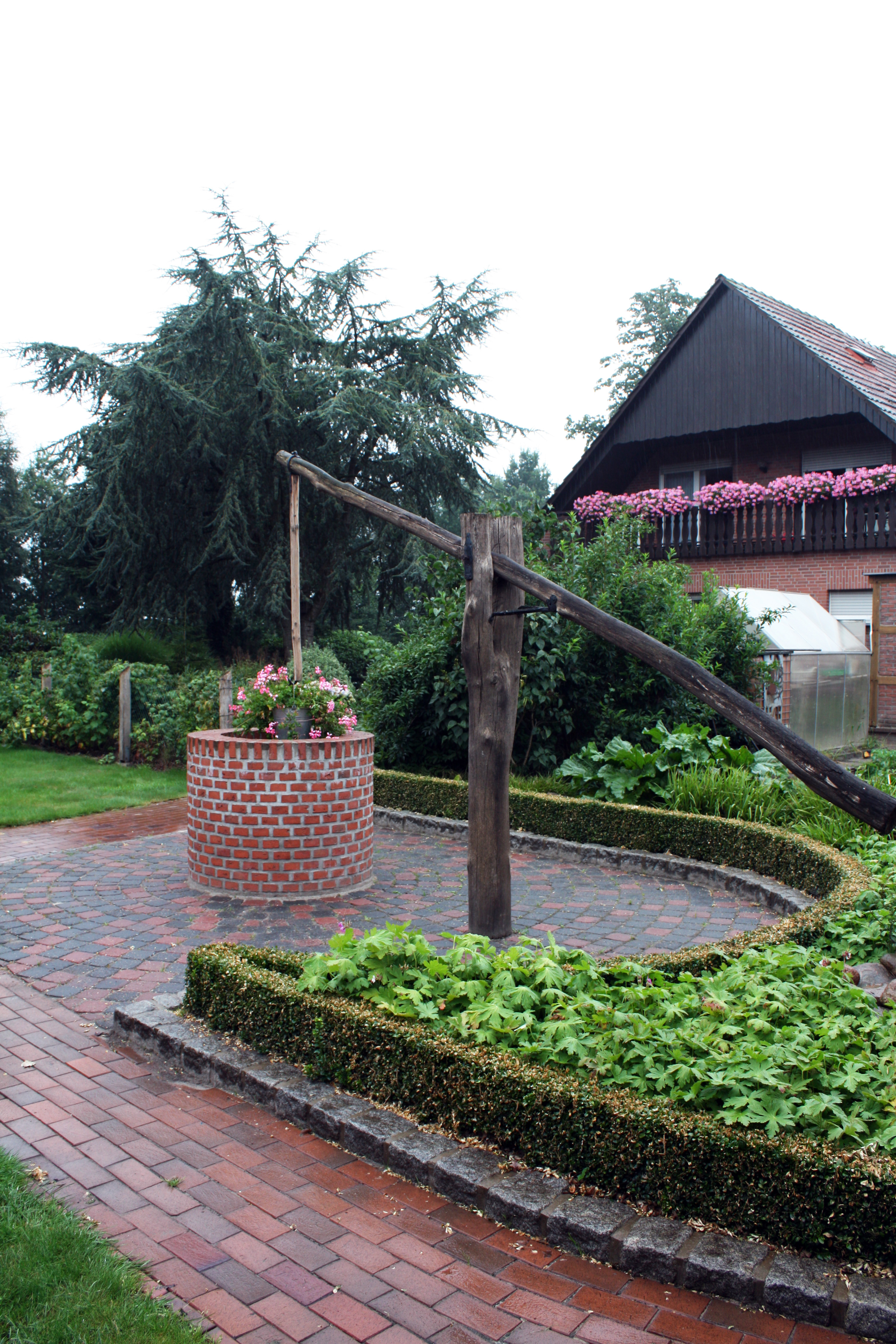
Staken oder Ziehbrunnen
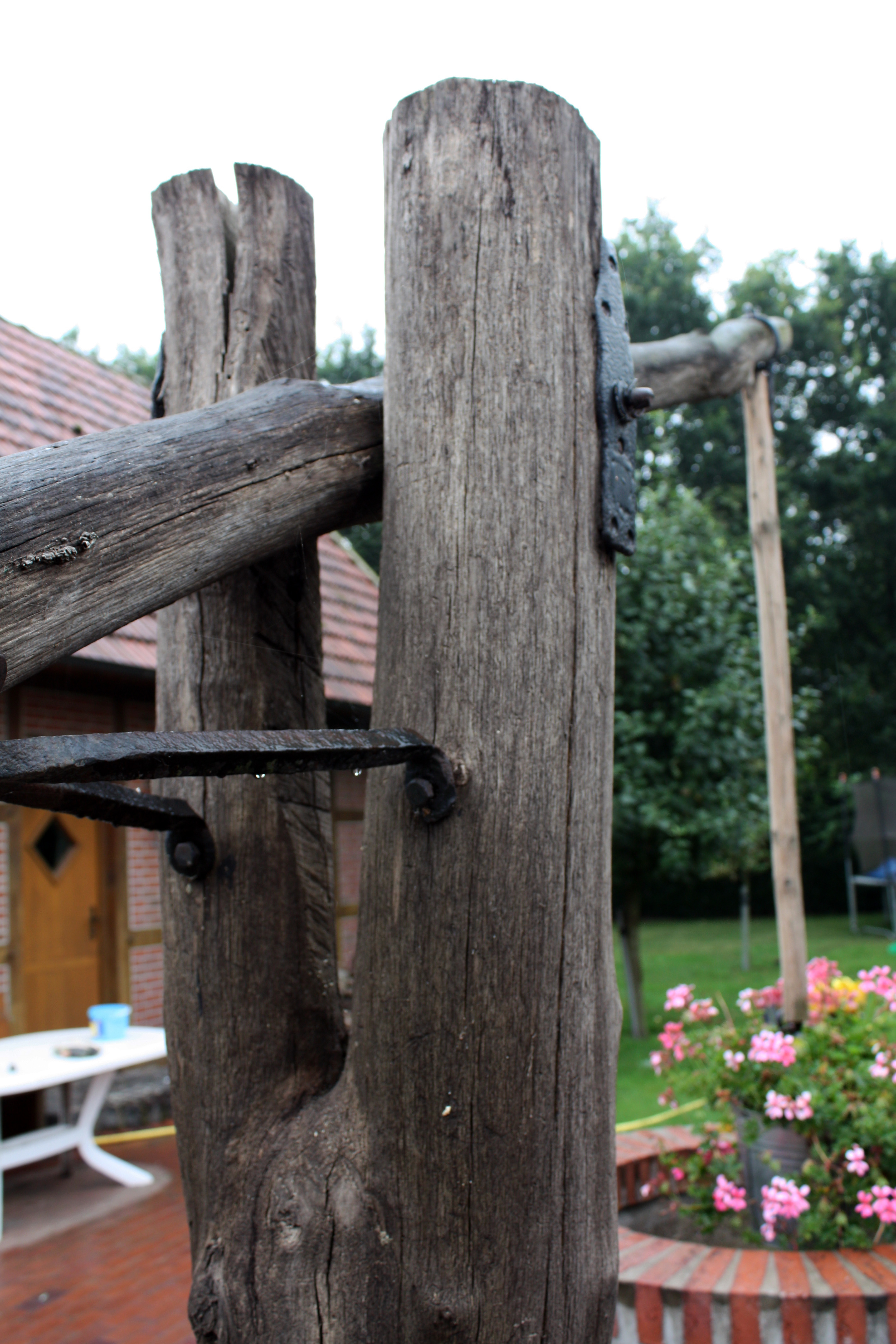
Gelenk aus einer Baumgabel
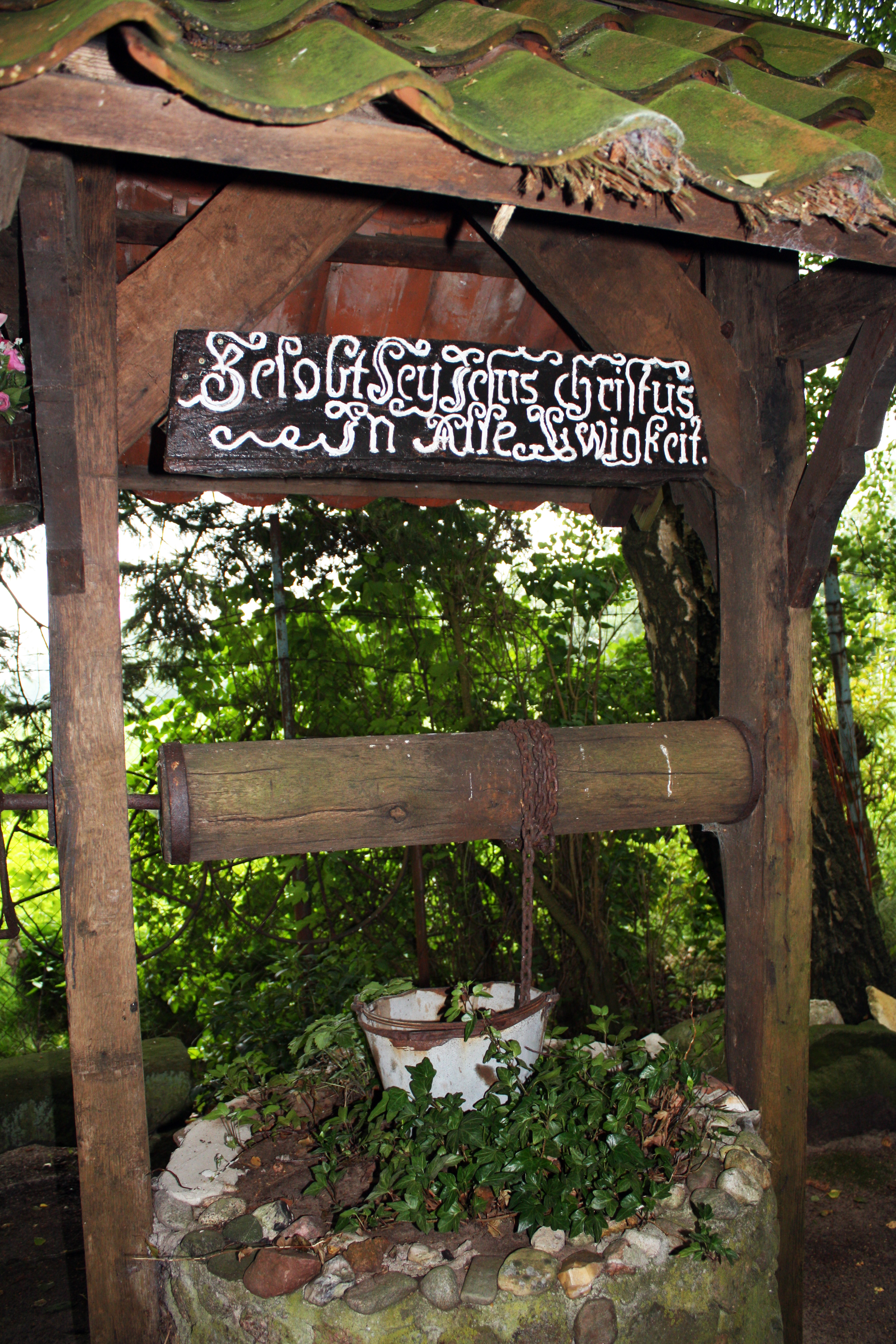
Beispiel eines Kettenbrunnen

Öffentliche Brunnen im Viertel standen – wie in der gesamten Stadt – vermehrt an langen Straßenzügen. Zu finden waren sie häufig im Winkel zweier Häuser, auf breiten Straßen oder in der Mitte von Plätzen. Sie standen aber auch in Sackgassen, die dann oft den Namen „Pützgässchen“ oder „Pützhof“ trugen. Im Westen der Stadt trug ein Bezirk des Griechenmarktes die Bezeichnung Pützhof, und die Stifterin des Konventes „Einhorn“ in der Marzellstraße, war 1291 Odelindis de Pütz. Auch der Name der Straße Klingelpütz im südlichen Niederich ist in diesem Zusammenhang zu sehen. So hieß es in einer Ortsbeschreibung im Jahr 1457:
… und ist gelegen in der Spilergasse, wo man geht von dem Aldergraven zu dem Klyngelputze wärts, auf der Seite zu der Kapelle Unsers Herren Leichnam wärts mit der Hälfte des Pütz und mit den Häusern und Weingarten hinten mit allen ihren Zubehören.

### Landwirtschaft, Höfe, Weinbau
Eigens für das Vieh eingerichtete Tränken waren zumeist dort errichtet worden, wo auf größeren Plätzen oder breiten Straßen Viehmärkte stattfanden. Ihre Einrichtung diente aber auch den Reitpferden oder den vor Karren und Wagen gespannten Zugtieren.
Nicht nur Mensch und Vieh waren auf Wasser angewiesen, sondern auch die Landwirtschaft und die Weingärten (die Wingerts) waren von diesem abhängig und deckten ihren Bedarf durch Pütze.

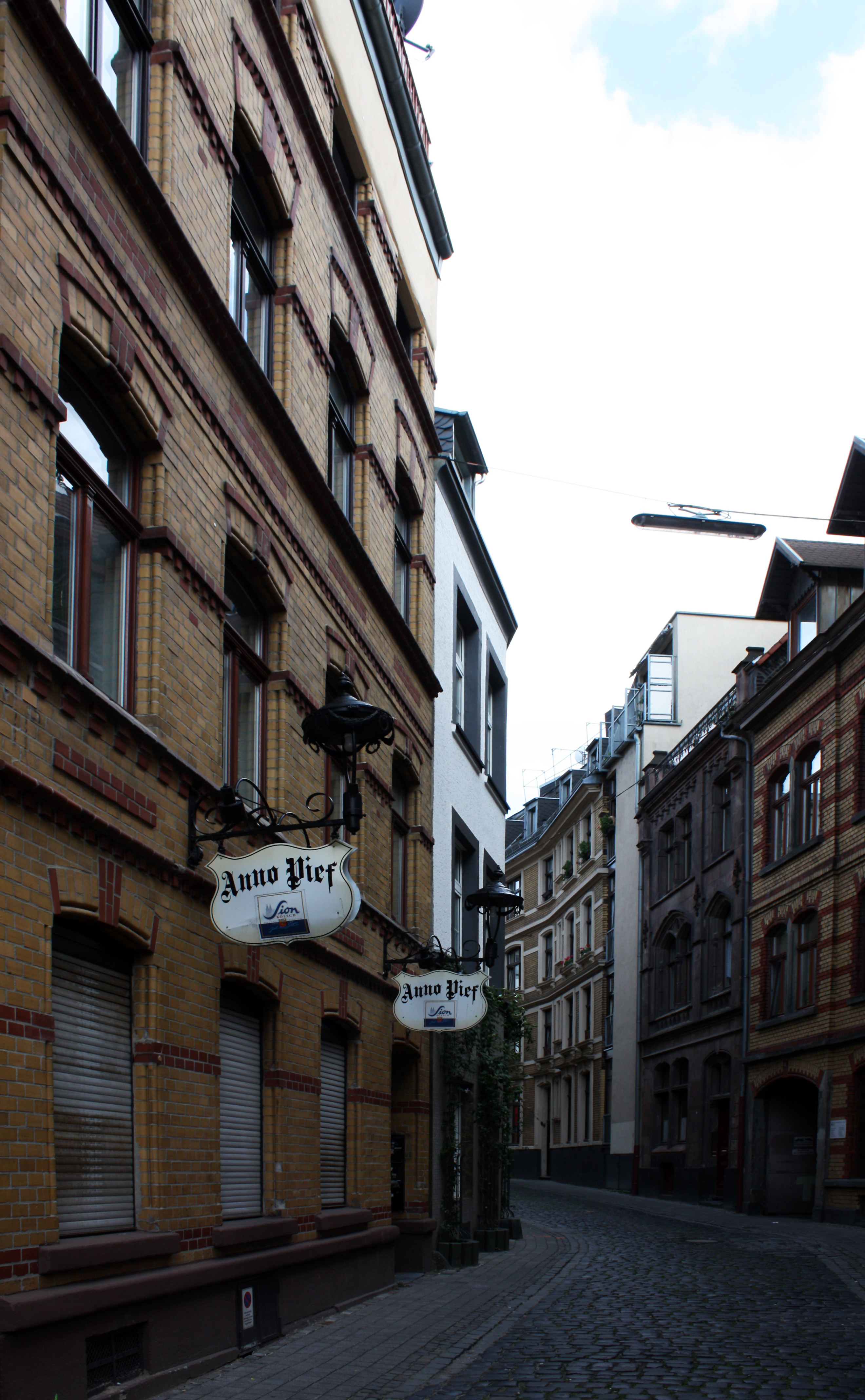
Straße „Im Stavenhof“

- Eine große Tränke des Niederich befand sich vor dem „Spiegeler Hof“ in der Machabäerstraße, der auch „Hof an der Marvirenstraße“ oder „Hof zum Irregang“ genannt wurde.[10] Ab 1431 war der „Spiegeler Hof“ als „Hof von der Mark“ oder „Märkischer Hof“ im Besitz des Grafen Adolf IV. von der Mark,[11] später wurde er verschrieben für Karsilius von Palant-Breidenbent.[12] Im 15. Jh. befand sich im „Spiegeler Hof“ vermutlich ein Beginen- oder Witwenhaus,[13] 1569/70 wird er als ein Versammlungsort der Täufer genannt; eine dort wohnende „Jungfer Palant“ wurde ausgewiesen. Ende des 16. Jahrhunderts gehörte der „Spiegeler Hof“ dem Humanisten Karl von Utenhove (1536–1600) und seiner Adoptivtochter, der Dichterin Anna von Palant-Breidenbent (um 1550–1599),[14] die beide hier starben. 1611/15 wurde in dem Gebäude das erste Kloster der Kapuziner in Deutschland (St. Franziskus) gegründet.[15] 1817 wurde die Klosteranlage zur Infanteriekaserne Machabäerstraße 26–28 umgebaut, heute befindet sich auf dem Gelände das Evangelische Gemeindehaus der Altstadt.
- An die Hofstädte der Patrizier „Staben“ (von Stabe, de baculo), erinnert noch jetzt die Straßenbezeichnung „Stavenhof“ in der Nähe des Eigelsteintores.[16] (Stabe war eine Bürgermeisterfamilie der Stadt)
- Den Hof „Riehl“ auf der Marzellenstraße[17]
- Der Hof des Herzog Walram von Limburg auf dem Gelände der Stolkgasse (vor der Schlacht von Worringen)

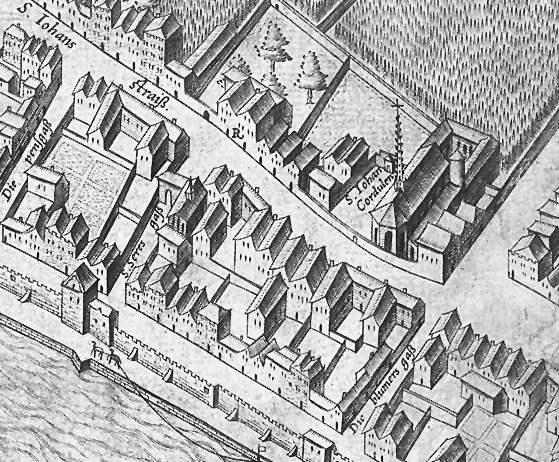
St. Johann und Cordula, links davon der Clever Hof

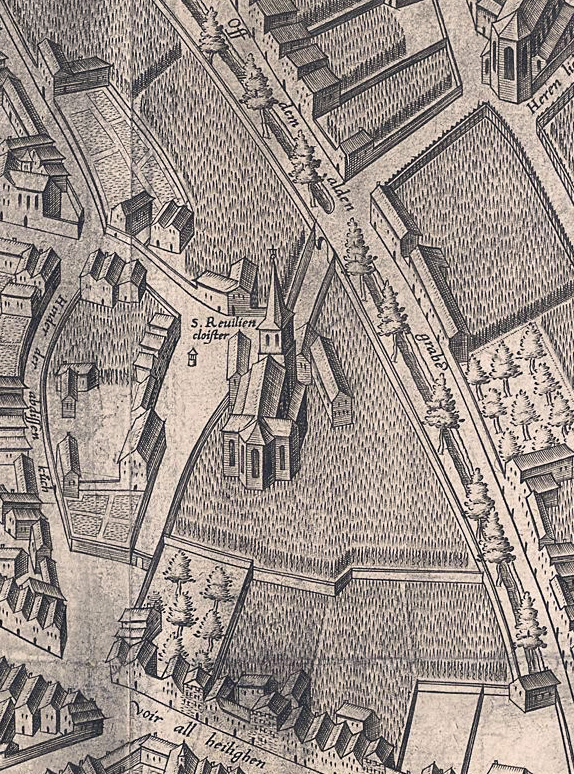
Weingärten an St. Revilien um 1571

- 1301 pachtete Graf Dietrich von Kleve den „Hof Niederich“ an der Johannisstrasse, der seitdem „Clever Hof“ hieß, von Frank vom Horne. Johann Adolf Wolff genannt Metternich erhielt das komfortable Adelshaus 1642 als brandenburgisches Lehen. Zu diesem Hof gehörten Stallungen, ein Brau- und ein Backhaus, und um die Gebäude herum lagen zwei Morgen Weingarten, für dessen Bestellung Johann Adolf einen eigenen Weingärtner anstellte.[18]
- Der „Stedingshof“ (zum Krahnen)
- Der Hof des Grafen zu Jülich am „Klockring“
- Die Höfe „Kalder Stessen“ und „Kaldenhusen“
- Der Hof „Zur Pforte“ auf der Johannisstraße
- Der Hof „Zum Voispelz“ in der Hofergasse
- Der „Melzhof“ in der Marzellenstraße
- Ein ausgesprochener Bauernhof war der 1519 erwähnte Hof „Zur Nasen“ am Eigelstein, dessen bemerkenswertes Inventar später beschrieben wurde[19]

### Höfe der Klöster, Orden und Stifte
Die Bezeichnung „Hof“ wurde in den Quellen auch für diejenigen Besitzungen verwandt, die als Niederlassungen auswärtiger Klöster, namentlich auf dem Terrain der nur locker bebauten Vorstädte Oversburg und Niederich zu finden waren. Aus den Urkunden war bei einigen dieser Besitzungen ersichtlich, wie aus kleinen Anfängen im Lauf der weiteren Entwicklung große, zusammenhängende Liegenschaften heranwuchsen. Vornehmlich wurden diese Höfe als große Lagerstätten genutzt, um mit den außerhalb erzeugten Produkten ihrer Gutshöfe, wie Korn und Wein in größeren Handelsmengen, in der Marktmetropole Köln präsent zu sein. Auch die Besitzungen im Niederich waren zumeist von ein paar Morgen Weingärten umgeben und lagen nicht unmittelbar am Straßenrand. Diesen nutzten die Ordensleute zu weiterem Erwerb und errichteten dort einfache Zinshäuser.
Die Quellen nennen folgende Höfe:
- Der Fronhof von St. Kunibert, in der Nähe des späteren Eigelsteintores
- Der Hof des Stiftes Essen am „Alten Ufer“
- Die Höfe von Knechtsteden, und S. Maria Roermonde in der Maximinenstraße (Knechtsteden erwarb mit der Zeit eine große Zahl anliegender Häuser und wuchs so zu einem der größten Güter heran)
- Der Hof der Templer in der Trankgasse (nach seiner Aufhebung 1330 im Besitz des Domkapitels)
- Einen Hof hatten auch die Zisterziensermönche der Abtei Altenberg (curia ecclesie de veteri-monte) auf dem Niederich, gemeinhin „der Aldeberg“ genannt.[20] Sie erhielten im Jahr 1268 das Recht, eine erste Fährverbindung von Mülheim zur kurkölnischen Uferseite zu betreiben. Neben den durch dieses Privileg aus dem Fährbetrieb (aus dem später die Mülheimer Schiffbrücke wurde) erzielten sie ihre Haupteinkünfte durch die Landwirtschaft. So konnten die Mönche nun auch ihren dortigen in der Johannisstraße gelegenen Hof besser erreichen. Etwa um 1700 gaben sie ihre Rechte am Mülheimer Fährbetrieb an das Haus Berg zurück.[21] Aus diesem von der Abtei in der zweiten Hälfte des 12. Jahrhunderts (1156)[22] in Köln errichteten Hof wurde eine leistungsfähige städtische Handelsniederlassung, die in der Wirtschaft des Klosters eine bedeutende Rolle spielte. Von dort aus wurde ein beträchtlicher Teil ihrer Erträge, die sie im näheren Kölner Umland und im Jülicher Raum erwirtschafteten auf dem Kölner Markt abgesetzt. Ab dem 14. Jahrhundert konzentrierten sich die Altenberger Äbte mit ihrem Handel aufgrund erhaltener Zollprivilegien, völlig auf die Kölner Absatzmöglichkeiten, und vernachlässigten ihre bisher auch mit Flandern gepflegten Handelsbeziehungen. Der Stadthof an der Johannisstraße diente den Äbten im späten Mittelalter als Nebenresidenz.[23]
- In der Nähe des Altenberger Hofes befand sich der Kölner Hof des Klosters Eberbach (ebenfalls Zisterzienser), er lag zu beiden Seiten der Servasgasse. Das Kloster nahm unter den vielfach Weinbau treibenden Klöstern eine Spitzenstellung ein. Auch die Eberbacher Klosterführung erkannte die guten Absatzmöglichkeiten durch eine Kölner Dependance und begann um 1160 mit dem Ausbau ihres Kölner Hofes. In einem dem Eberbacher Kloster verliehenen Privileg des Papstes Alexanders von 1163, wurde der Eberbacher Hof in Köln als „cellarium et domus“ aufgeführt. Auch die Eberbacher Mönche hatten nach und nach Zollprivilegien erhalten und transportierten auf eigenen Schiffen vor allem Wein nach Köln. Die Kölner Niederlassung des oberrheinischen Weinproduzenten entwickelte sich im späten Mittelalter zu einem der wichtigsten Lieferanten des Kölner Weinmarktes.[23]
- Einer der so genannten Klosterhöfe (curiae claustrales) lag im Immunitätsbezirk St. Kunibert, ihn nutzte der Bischof von Trier als Absteigequartier.[24]

Mercators Stadtplan von 1571 zeigt im Bereich Niederich neben den im Jahr 1449 erwähnten Weingärten des Domkapitels auch weitere große, teilweise den Stiftskirchen des Niederich zugehörige und mit Reben bestandene Flächen.

## Stiftskirchen
Nach einer in den Aachener Regeln enthaltenen Vorschrift hatten die Stiftskirchen für ein ihnen zumeist anliegend errichtetes Hospital die Fürsorgepflicht. Die Bestimmungen der Regel sahen in der frühen Zeit jedoch ihre Hauptaufgabe in der Armen- und nicht in der Krankenpflege. Von den bei den Kölner Stiften nachgewiesenen Einrichtungen ist die älteste der Kölner Kircheneinrichtungen die des Domstiftes. Die Stiftung ging aus der Guntharschen Vermögensteilung von 866 hervor, an der sie für Köln maßgeblich beteiligt war.
In diese Regelung einbezogen wurden außer dem Domstift die Stifte St. Gereon, St. Severin, St. Kunibert und St. Ursula in Köln, weiterhin die Stifte St. Cassius und Florentius in Bonn und St. Viktor in Xanten sowie die Kirche St. Pantaleon im Kölner Vorland mitsamt ihrem dortigen Armenhospiz.

Die ehemaligen Stiftskirchen heute
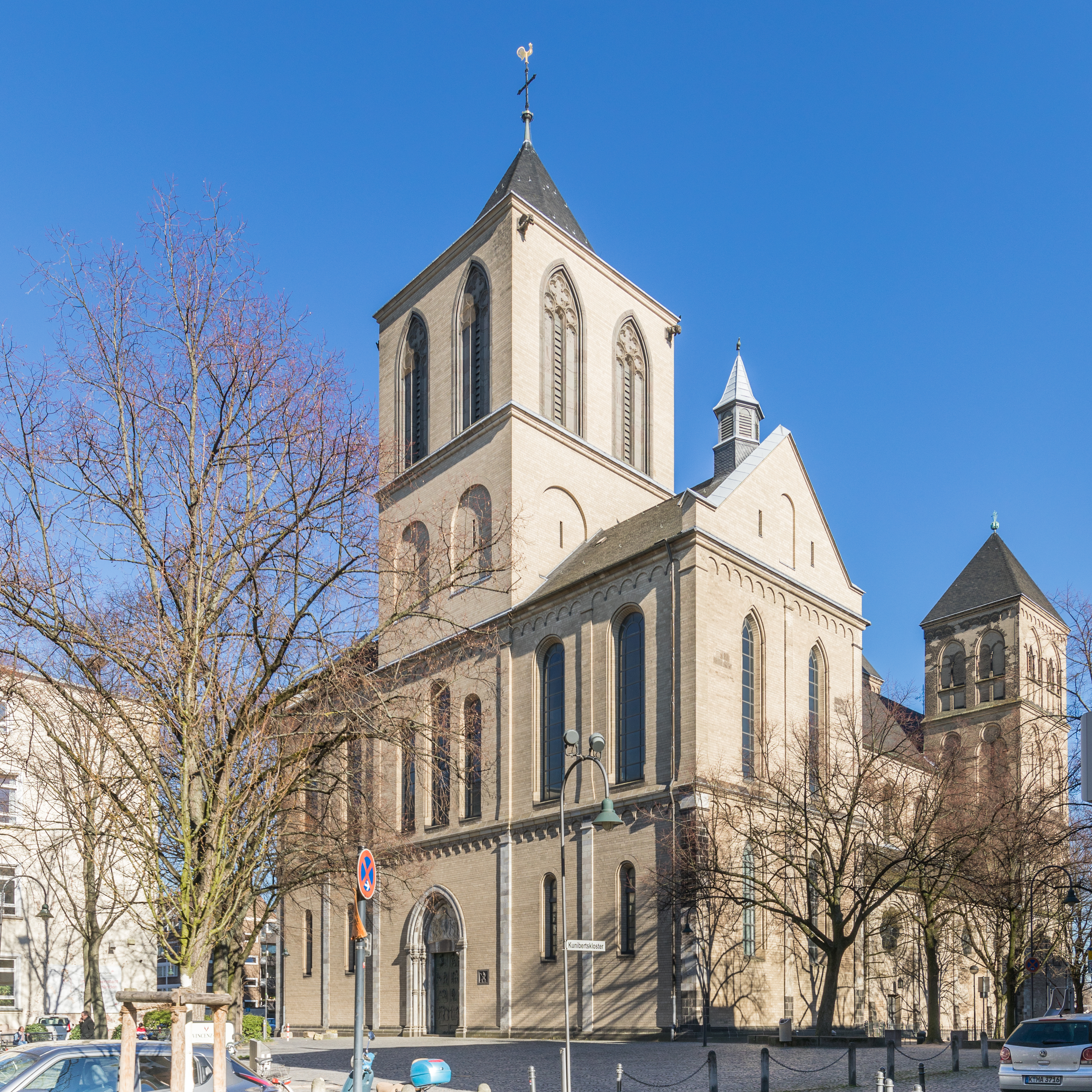
St. Kunibert
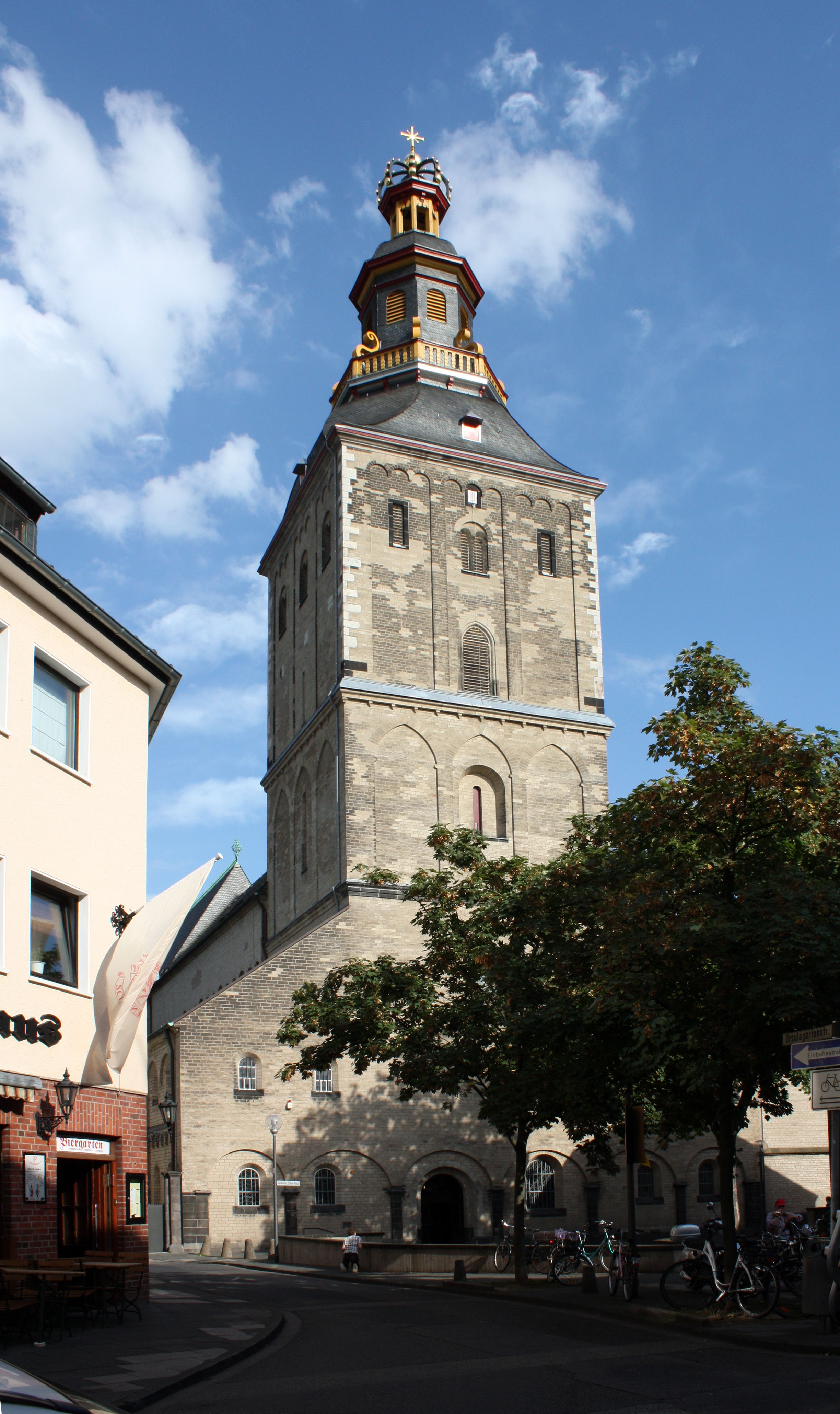
St. Ursula
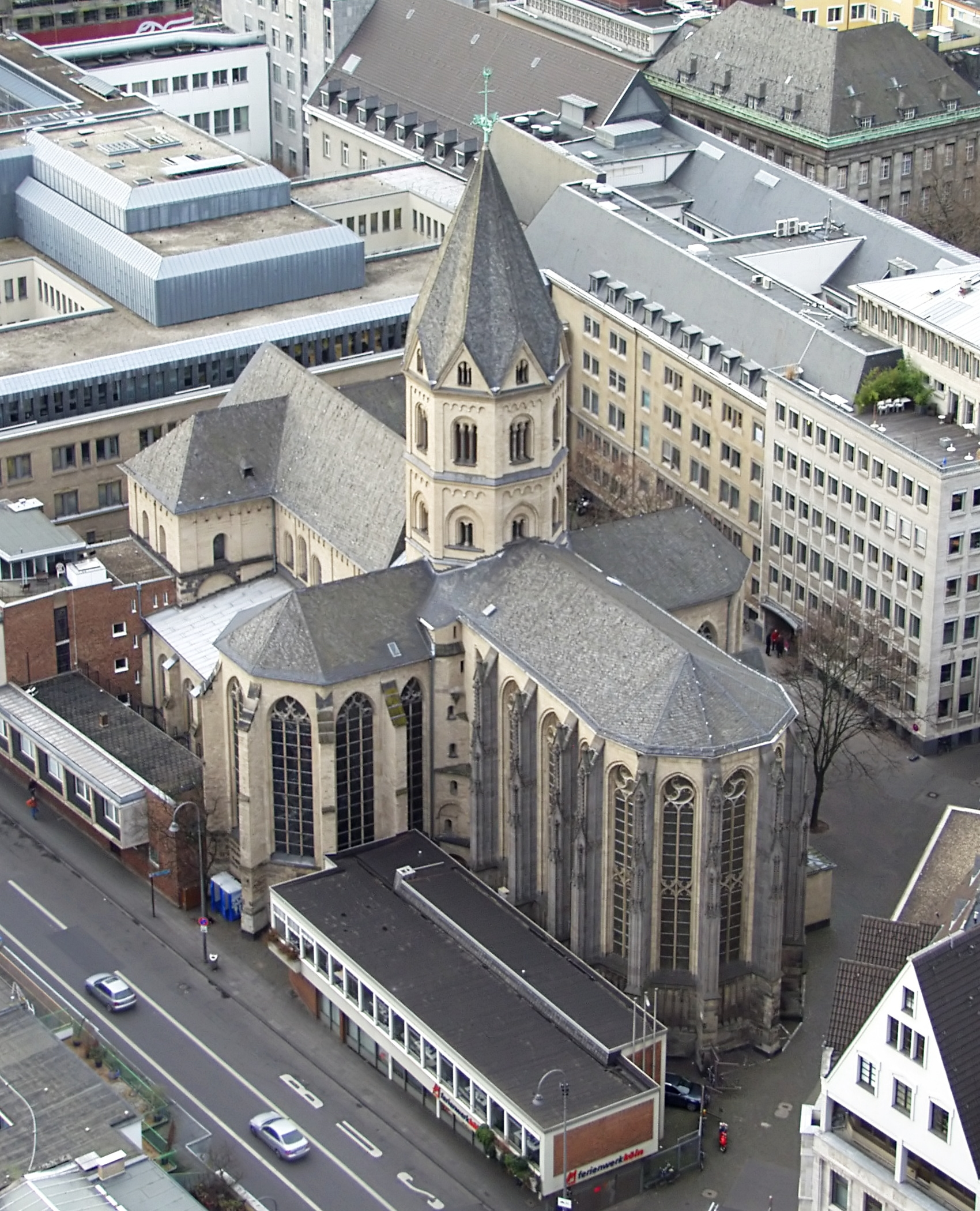
St. Andreas

### Zu den heiligen Jungfrauen

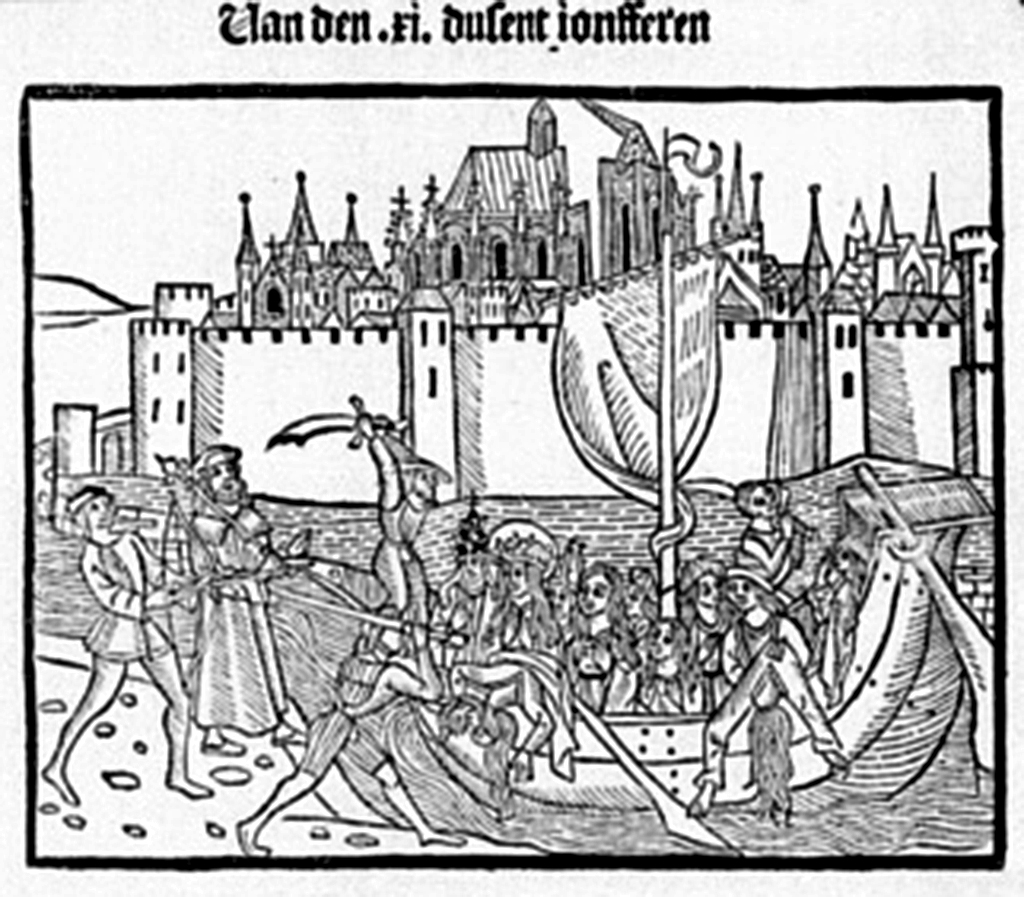
Martyrium der Hl. Ursula, (1499)

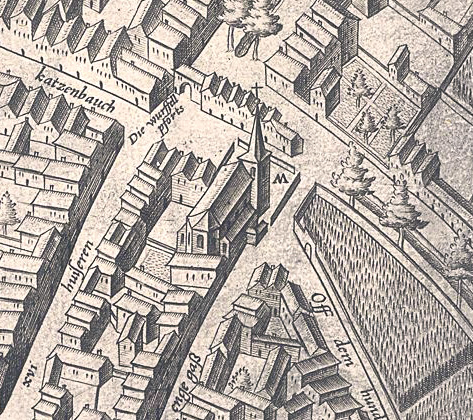
Pfarrkirche Maria Ablass (1571)

Zu den oben bereits angeführte Stift St. Kunibert hatte sich um 816 ein Kanonikerstift mit einer „Zu den heiligen Jungfrauen“ genannten Kirche (ab dem 16. Jahrhundert St. Ursula genannt) gesellt. Zu ihrer Pfarrkirche wurde Sankt Maria Ablass.
Die Kirche St. Marienablaß wurde nach ihrer Ersterwähnung 927 erneut 1172, nun als „s. Marie (-ae) prope virgines“ (nahe den Jungfrauen) genannt. Am Anfang des 13. Jahrhunderts hatte sie den Namen „s. Maria de campis vel avelasz“ (Maria vom Felde oder Ablass) und später um 1220, hieß sie „eclesia beate (-ae) dei genitricis Mariae“. Schließlich nannte man sie etwa ab 1300 „eclesia s. Marie (-ae) ad indulgentiam“ (zum Ablass).

#### Pfarrbezirk Sankt Maria Ablass
Als eine der Pfarrkirchen im Niederich betreute Sankt Maria Ablass die südwestliche und südöstliche Ecke des Eigelstein, das nördliche Terrain der Marzellenstraße, die Stolkgasse und Ursulastraße. Weiter den nördlichen Abschnitt der Straße Unter Sachsenhausen (der Name entstand wegen der dort stehenden 16 Häuser), sowie den südlichen Teil deren Verlängerung, der Gereonstraße. Auch der südliche Teil der Straße Klingelpütz, der westliche Teil der Plankgasse, das „Altengrabengässchen“, der westliche Teil der Eintrachtstraße, die ihr anliegenden kleinen Straßen Enggasse und Hunnenrücken, sowie Ursulakloster, Ursulaplatz und Kordulastraße gehörten ihrem Sprengel an. Hinzu kam ein ihr unterstehender Sprengel im Kölner Vorland, das Dorf Ossendorf.
Diesen beiden Stiftsgründungen im Norden der Stadt waren schon von den „Aachener Regeln“ betroffen, die dann Erzbischof Gunthar von Köln (850 bis 863) als Güterteilung der Kölner Kirchen durchsetzte.

### St. Andreas
Spätestens im 9. Jahrhundert folgte die Errichtung einer Kirche, die später zur dritten Stiftskirche im Niederich werden sollte: St. Andreas. Es soll sich um eine dem heiligen Matthäus geweihte kleine Kapelle gehandelt haben, die am dortigen Graben vor dem Nordtor der Römermauer stand. Als gesichert gilt eine Berufung von Kanonikern aus dem Stift St. Maria im Kapitol, sowie die unter Erzbischof Bruno erfolgte Gründung eines Chorherrenstiftes. Der mit dieser Gründung verbundene Kirchenneubau wurde im Jahr 974 durch Erzbischof Gero dem Apostel Andreas geweiht. In der salischen Zeit (1050/60) wurden Chor und Krypta der Kirche erneuert, zwischen 1190 und 1220 entstand das Langhaus. Dem Immunitätsbereich der Stiftskirche unmittelbar angrenzend stand die Kirche St. Paul, die zur Pfarrkirche des Stifts erhoben wurde.

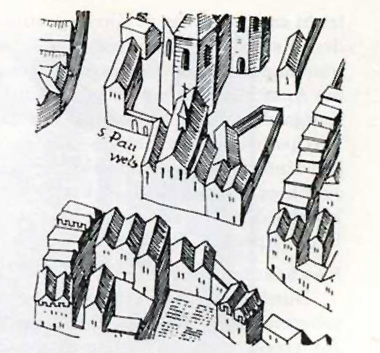
St. Paul (Mercator 1571)

#### Pfarrbezirk St. Paul
St. Paul war der Name einer ehemaligen romanischen Pfarrkirche und Pfarrei der mittelalterlichen Stadt, die später der Stiftskirche St. Andreas unterstand. Möglicherweise war ein Pfarrbezirk s. Paulus schon vor der Stadterweiterung von 1106 der Stiftskirche St. Andreas angegliedert. Sie soll nach Gelenius schon um 980 auf Geheiß Erzbischof Warins errichtet worden sein. In den Kölner Quellen erschien sie 1151/65 unter der Bezeichnung „s. Pauli Hermanus“.
Die Pfarrei betreute in ihrem Bezirk die Gläubigen der nördlichen Burgmauer (soweit deren Häuser außerhalb der Römermauer standen), die der heutigen Komödienstraße, die Anwohner des östlichen Teiles der heutigen Zeughausstraße, die Bewohner des Kattenbug, von dem Ostteil der Gereonstraße die südliche Seite, und ebenso die Südseite der Straße „Unter Sachsenhausen“. Weiter waren St. Paul zugehörig die Straßen „An den Dominikanern“, das Andreaskloster, der nördliche Teil der Marzellenstraße und die Nordwestecke der Trankgasse.

## Klöster, Konvente, Kapellen
Abgesehen von den Chorherren gab es nur ein Männerkloster auf dem Niederich. Die Insassen der übrigen Konvente bestanden aus Frauengemeinschaften. Es waren alleinstehende Mädchen und Witwen, die auch Beginen genannt wurden. Konvente mit männlicher Belegung, Begarden genannt, waren in Köln nur vereinzelt ansässig (Alexianer- und Olivandenkloster), im Gebiet des Niederich jedoch nicht.

### Machabäerkloster

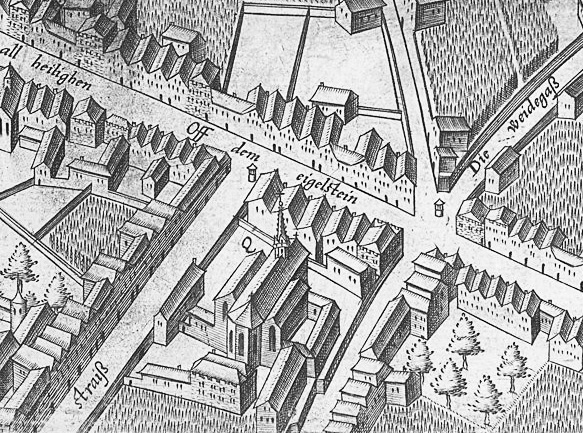
Zu den hl. Machabäern, Ausschnitt aus dem Mercator-Plan, 1571

Hauptartikel: Benediktinerinnenkloster zu den heiligen Makkabäern
Das Machabäerkloster war eines der frühesten, von Ordensfrauen geführten Klöster in Köln. Die dem nach der Regel des heiligen Benedikt lebenden Nonnen hatten in der Vorstadt im Jahr 1178 neben einer dortigen Kapelle ihren Konvent gegründet. Er lag in der Höhe des Eigelsteins, an der „St. Maviren“ oder „St. Marviren Strass“, der heutigen Machabäerstraße. Das der Stiftskirche St. Kunibert unterstehende Kloster unterlag 1803 der Säkularisation und wurde wenige Jahre später abgetragen.

### Augustinerinnen S. Maximin
Ein „Valdaverus“ soll Gründer des bei der Kirche S. Maximinen gelegenen Frauenklosters gewesen sein. In einer Schenkungsurkunde Erzbischofs Philipp wurde Maximinen für das Jahr 1186 erwähnt. Eine weitere Urkunde des Jahres 1188 offenbarte die Zugehörigkeit des Klosters zum Stift St. Ursula. In dieser Urkunde entließ das Stift, unter gewissen Auflagen, Kloster und Kirche aus ihrer Abhängigkeit. Diese Bedingung beinhaltete die Verpflichtung, auf dem frei gegebenen Gelände keinerlei Grabungen nach „heiligen Leibern“ ohne die Genehmigung des Ursulastiftes vorzunehmen. Kirche und Kloster waren ab 1201 dem Domkapitel unterstellt.

### Dominikanerkloster

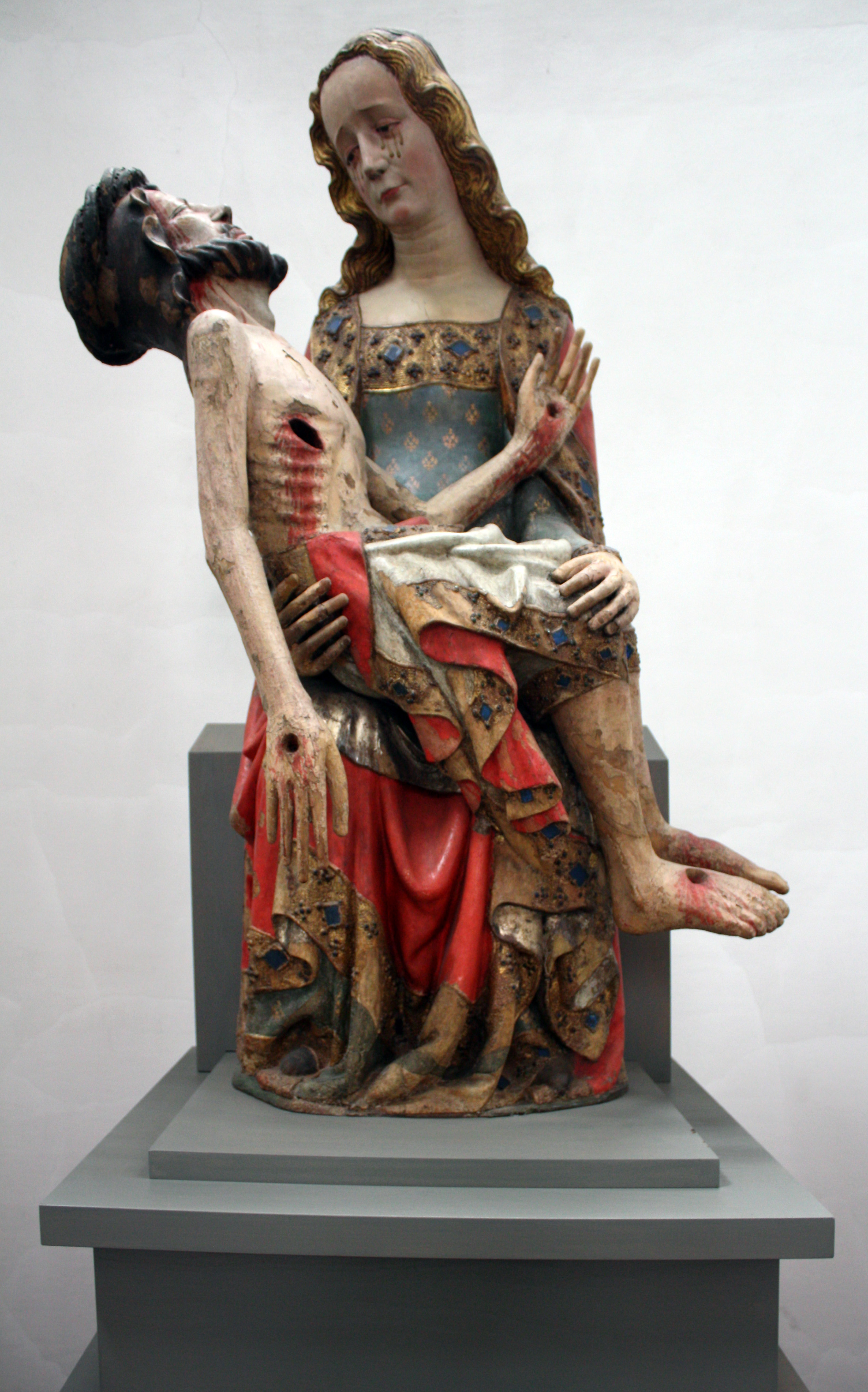
Pietà des ehemaligen Klosters

Das Kloster der Dominikaner Zum Heiligen Kreuz entstand aus dem 1180 gegründeten Hospital S. Maria Magdalena in der Stolkgasse. Dieses wurde dem neuen, auf Geheiß des Ordensgenerals Jordanus von Sachsen von Pater Heinrich von Mülhausen und einigen Mitbrüdern gegründeten Konvent im Jahr 1220 von dem Stift St. Andreas überlassen. Die Dominikaner erweiterten in der Folge ihre Niederlassung durch Zukäufe umliegender Liegenschaften. Insbesondere durch den Ankauf des ihnen unmittelbar anliegenden Hofes des Herzogs Walram von Limburg gewannen sie den notwendigen Raum, ihre Klosteranlage zu einer der größten der Stadt auszubauen. 1224 kaufte der Konvent weitere Häuser, die an der Straßenfront der heutigen Straße „An den Dominikanern“ gelegen waren. Eines dieser Häuser wurde zu einem Portal umgebaut, dessen Durchgang zum eigenen Kirchhof führte. Der später auch „Predigerkloster“ genannten Einrichtung fügten sie eine Kirche hinzu, deren Westseite ein Atrium besaß. Dem Bau der Kirche, die dem heiligen Kreuz geweiht wurde, folgte im Jahr 1252 als vorläufiger Bauabschluss die Errichtung einer Mauer zur Umfriedung.

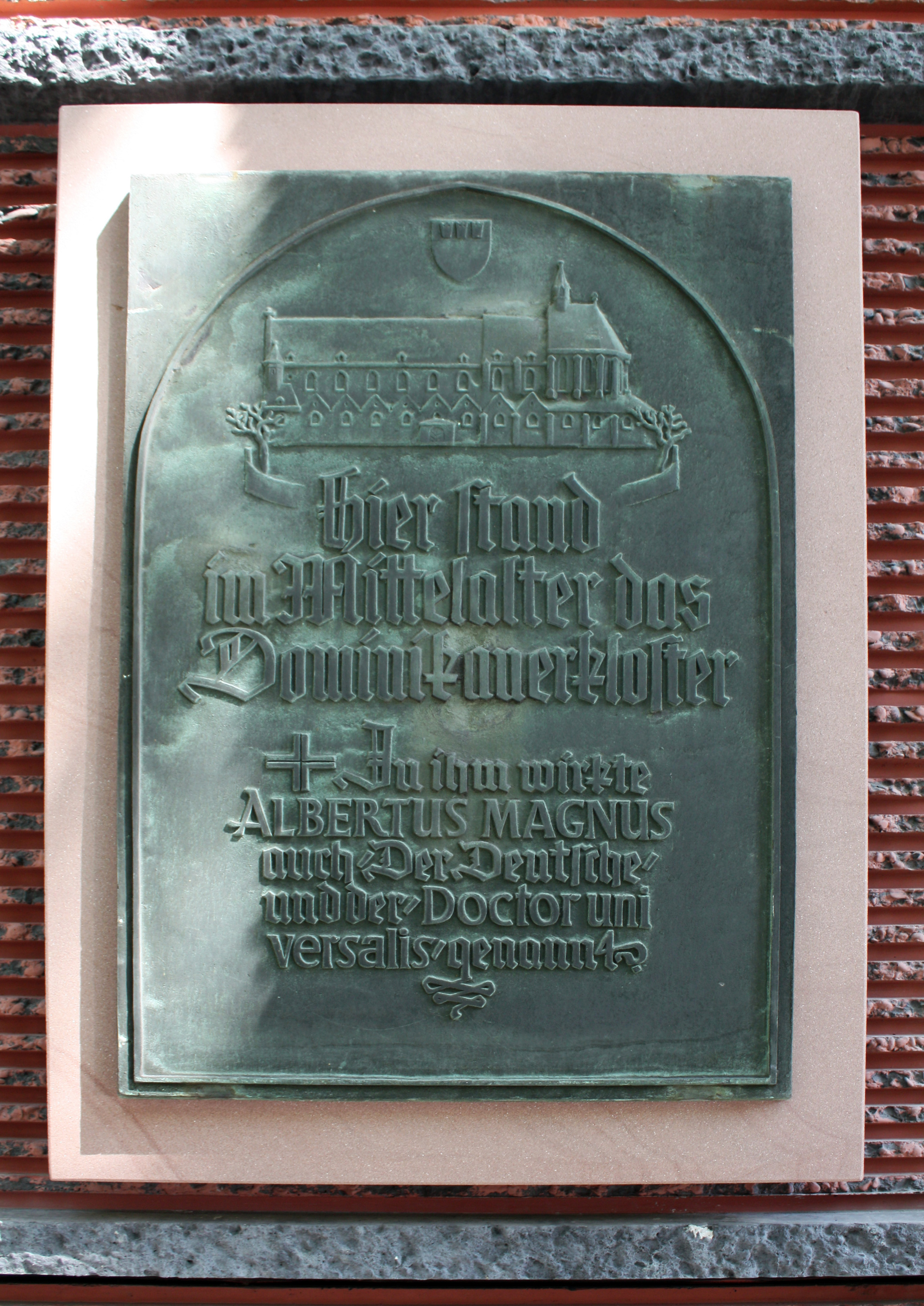
Gedenktafel am ehemaligen Standort

Die spätere Weiterentwicklung der Baulichkeiten des Konventes, der Reputation des Kölner Ordens, aber auch der Lehre und Wissenschaft in Köln wurde maßgeblich von Albertus Magnus, einem Mitglied des Kölner Ordens, beeinflusst.

### Konvente
- 1230, „ver Selen“, Stolkgasse, Stifter Sela Jude
- 1255, „Wijse“, Ursulastraße, Stifter unbekannt
- 1267, „Haus des Rener Busse“, Eigelstein, Stifter Richmond von Wipperfürth
- 1285, „zo dem Dorwege“, Stolkgasse, Stifter Konstantin von Lyskirchen
- 1287, „Walde“, Marzellenstraße, Stifter Berta von Walde
- 1291, „Einhorn“ = Klein St. Ursula, Marzellenstraße, Stifter Odelindis de Pütz
- 1294, „Holzwilre“, Komödienstraße, Stifter Gob. Vusgin

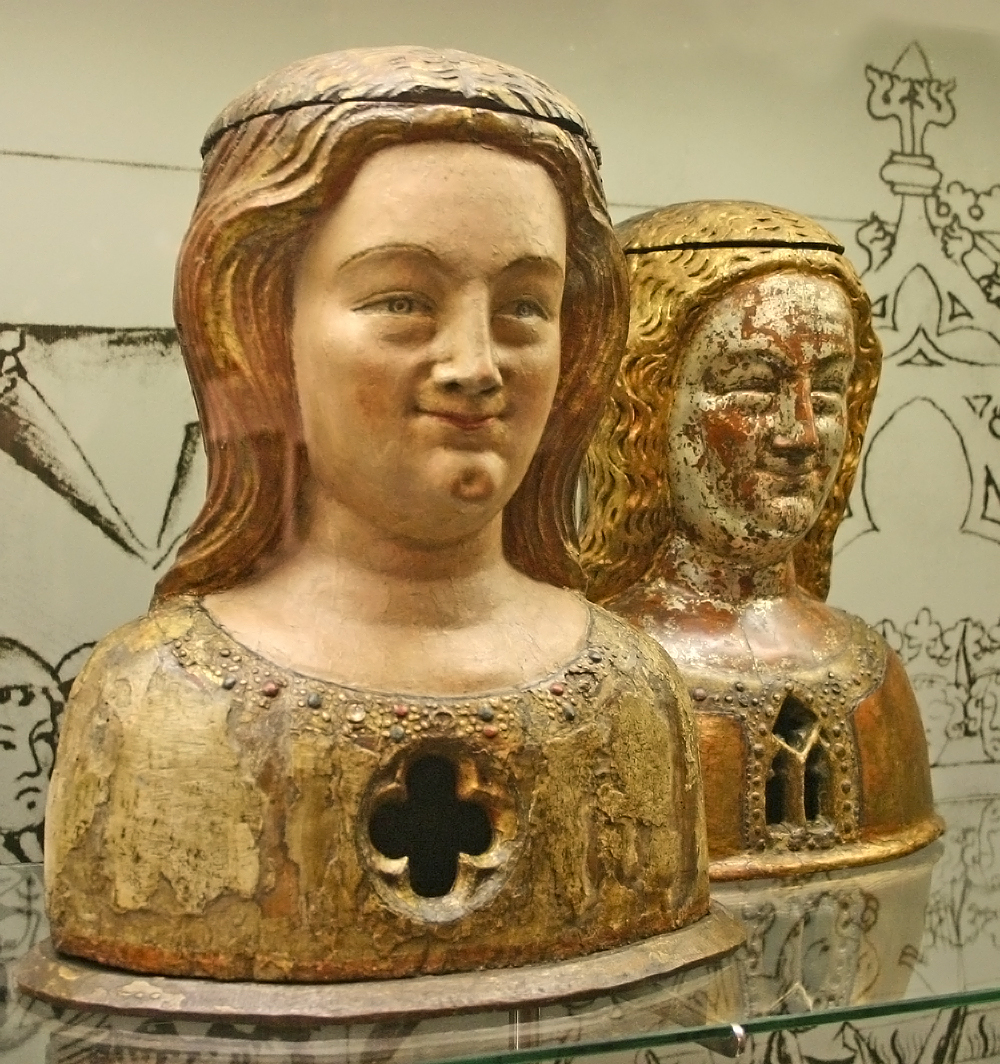
Zwei Ursulabüsten aus der Sammlung Schnütgen als Dauerleihgabe im Kölnischen Stadtmuseum

- 1302 stiftete „Lufredus de Foro lignorum“ den an der Komödienstraße gelegenen ehemaligen „Hof Zederwald“ zum Zweck einer Konventsgründung an Beginen. Aus diesem ersten Anwesen der Schwestern, welches aufgrund seiner Lage gegenüber einem Durchbruch der Römermauer auch „Lisloch“ genannt wurde, entwickelte sich das durch umfangreiche weitere Stiftungen schnell anwachsende spätere Cellitinnenkloster Zederwald. Der 1802 aufgehobene Konvent war im Besitz einer reichen sakralen Ausstattung, die an das Kloster St. Maria in der Kupfergasse gelangt sein soll. Darunter waren 18 wertvolle Gemälde und eine Anzahl „Häupter ursulanischer Jungfrauen“, sowie dergleichen von Gefährten des heiligen Gereon.[34]
- 1308, „Spies“, Stolkgasse, Stifter Katharina Konrredere
- 1315, „zur Lilie“, Enggasse, Stifter Familie von Cusin
- 1320, „zum Hane“, Enggasse, Stifter Ida de Lovanio
- 1321, „zum Mommersloch“, Stolkgasse, Stifter Bela von Mommersloch
- 1335, „Ingendorp“, Maximinenstraße, Stifter Druda de Ingendorp
- 1333, „zum Berge“, Marzellenstraße, Stifter Merhildis de Berge
- 1334, „Monheim“, Marzellenstraße, Stifter Aleidis von Monheim
- 1337, „Schwesternhaus Spiegel“, Hunnenrücken
- 1338, wurde erstmals urkundlich eine Klause St. Achatius, auch St. Agatius erwähnt. Sie lag in der Marzellenstraße des südöstlichen Niederich. Die durch Stiftungen Kölner Bürgerinnen entstandene Klause wurde 1582 in ihrer Eigenschaft als Frauenkonvent der Dominikaner aufgehoben.[35] Auf ihrem Gelände entstand das spätere Jesuitenkolleg Tricoronatum, das 1727 durch einen Brand überwiegend zerstört wurde.[36]
- 1343, „zur Hand“, Kattenbug, Stifter Aleydis u. Ida von Wiyse
- 1346, „Venekin“, Marzellenstraße, 1385 kein Konvent mehr
- 1359, „zum Hirzgin“, Ursulastraße, 1366 kein Konvent mehr
- 1363, „domus Bombardi“= zom Kessel, Sachsenhausen, Stifter Arn. De Palacio
- 1375, „Leichlingen“, Marzellenstraße, Stifter Juta de Leichlingen
- 1514, „Duytze“, Hunnenrücken, -
- 1634, „Margarethen“, Ursulastraße, Stifter Margareth von der Reeck

### Kapellen
Neben den innerhalb einer klösterlichen oder karitativen Anlage liegenden Hauskapellen gab es auch im Niederich eine Reihe aus früher Zeit überkommener Kapellengebäude. Es waren oft ursprünglich errichtete Wege- oder Eigenkapellen, die nun einer in der Nähe gelegenen Kirche unterstanden (insgesamt hatte Köln 28 separate Kapellen).

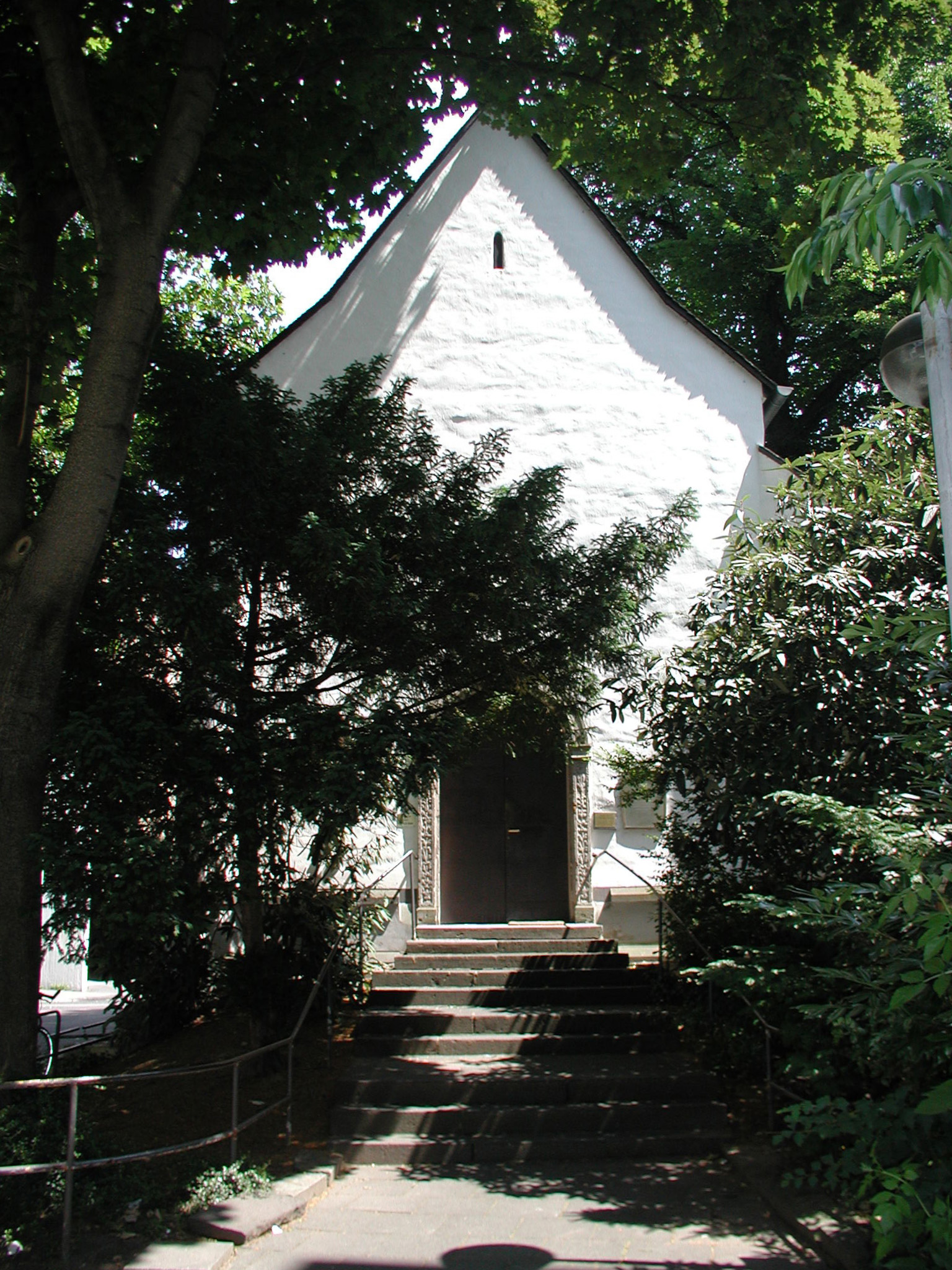
Kapelle St. Maria Ablass

- 1431 wurde zum Witterungsschutz eines an der Außenwand der Maria Ablass Kirche befindlichen Marienfresko, um 1431 an der nördlichen Seite der damaligen Pfarrkirche ein Anbau errichtet, aus dem die 1528 erstmals erwähnte,[37] noch heute erhaltene Gnadenkapelle entstand. Die Kapelle wird heute von der Russisch-Orthodoxen Gemeinde Kölns genutzt.
- Nach Gelenius soll einer Überlieferung zufolge, die Gründung der S. Marcelluskapelle durch Kunibert erfolgt sein, die dieser den Papst Marcellus weihte. Die im Weingarten des Dompropstes gelegene Kapelle wurde erstmals um 1180 erwähnt. Die Kapelle überdauerte die Jahrhunderte und ging 1802 nach ihrer Schließung in den Besitz der Domänenverwaltung über. Der Verkauf der Kapelle im Jahr 1820 war an die Bedingung geknüpft, dass Altar und Effekten an die Kirche St. Mariä Himmelfahrt zu übergeben seien. 1835 wurde das Bauwerk bis auf ihren nördlichen Seitengiebel abgebrochen.[38]
- Die Hubertuskapelle war eine dem Domstift unterstehende Kapelle. Sie lag in den Weingärten des Stiftes, in eine von der Trankgasse nach Norden abzweigenden Sackgasse. Sie war nach „Gelenius“, ein schlichtes Bauwerk ex lignis et caemento, welches 1615 mit ihrem zugehörigen Gelände von Erzbischof Ferdinand den Jesuiten geschenkt wurde. Im Zuge der Arbeiten zur Errichtung des neuen Kirchenbaus an der Ostseite der südlichen Marzellenstraße, wurde die Kapelle abgebrochen.[39]
- Die Servatiuskapelle stand an der Ecke Johannisstraße, neben dem später als Servatiuspforte bezeichneten Torbogen der Servasgasse (siehe Mercatorausschnitt Johannisstraße). Sie wurde in frühen Urkunden der Jahre 1150 und 1165 erwähnt. Das als Lustgarten (Virdarium) bezeichnete rückwärtige Kapellengelände (1571, nicht mehr sichtbar), wurde 1336 der Servatiusbruderschaft übereignet. Im 16. Jahrhundert diente die Kapelle zeitweise St. Kunibert als Pfarrkirche, bis der Pfarrgottesdienst 1596 wieder zurückverlegt wurde. Die Kapuziner errichteten neben der Kapelle in den Jahren 1610/15 ihre erste Kölner Niederlassung. Nach ihrer Aufhebung im Jahr 1802 wurde das Bauwerk 1807 von der französischen Verwaltung an Servatius Zeidt verkauft, der dort eine Ölmühle errichtete. Danach gelangte das Grundstück an die Worringer Gebrüder Nicolini, die dort ein Wohnhaus erbauten. Nach Keussen waren noch im Jahr 1843 Reste der alten Kapelle in Form von Tuffsteinmauerwerk sichtbar.[40]

## Politik und Rechtswesen
Die Pfarrbezirke oder auch Kirchspiele waren gleichsam die Wahlbezirke der Stadtführung. Aus ihnen rekrutierten sich die gewählten Vertreter der Viertel, die dann als Abgesandte den „Weiten Rat“ der Stadt bildeten.

### Die Erbvogtei
Das Gericht der Erbvogtei auf dem Eigelstein trat erst verhältnismäßig spät in der Überlieferung auf. Ursprünglich soll es seinen Sitz im Dorf Volkhoven gehabt haben und verlegte ihn im Zusammenhang mit dem Ausbau des Niederich auf den Eigelstein. Dort unterstand ihm das Gebiet zwischen dem Gereonbezirk rheinwärts und umfasste die Teile der Kunibertpfarre, welche von der Umwallung des Jahres 1106 nicht einbezogen worden waren. Weiter unterstellt waren ihm nur die erbvogteilichen Bereiche der Kernstadt, des dortigen Hachtbezirkes. Der Sitz des Gerichtes war das so genannte Dinghaus auf dem Büchel des Eigelstein, neben der alten Eigelsteinpforte. Den Vorsitz hatte ein vom Erbvogt eingesetzter Schultheiß.
Die Familie derer „von Pœ“, war von alters her auf dem Niederich ansässig und hatte das dortige Gericht als Lehen. Erzbischof Walram kaufte es im Jahr 1342 von „Tilnan von Pœ“, einem weiteren Zweig der Familie angehörig, zurück.
Der Gerichtsbarkeit der Erbvogtei auf dem Niederich unterstanden weiter drei größere Hofstätten weit außerhalb der alten Stadt. Zu diesen gehörten das Dorf Lintweiler, das ganze Dorf Volkhoven mit Zubehör, eine Hufe Land zu „Vulen“ und eine solche zu Veltkassel.
Um das Jahr 1351 erhob der Rat gelegentlich eines sich wiederholenden Streites mit dem Vogt, gegen diesen die Anschuldigung, dass er die Nachbarn auf dem Eigelstein widerrechtlich vor sein Gericht zöge, obwohl doch nur die zu Volkhoven dingpflichtigen Personen seiner Gerichtsbarkeit unterworfen seien.

### Bürgerliches Gericht

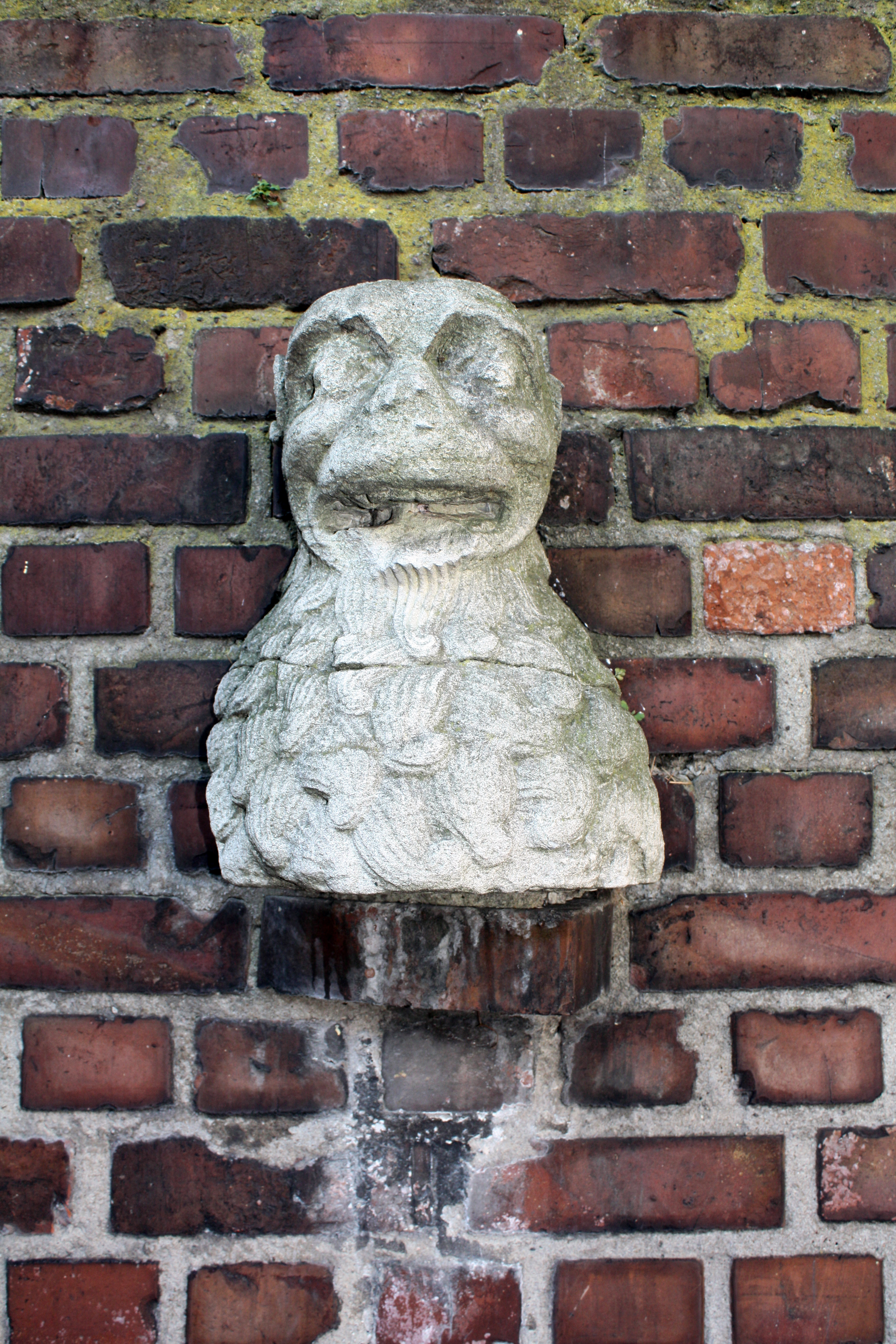
Grinköpfe im Kölner Stadtbild erinnern möglicherweise an die Rache Annos

Der Gerichtsbezirk umfasste das alte „Eigelsteinthor“ und führte entlang dem „Alten Graben“ (heute Eintrachtstraße) bis in die Nähe von St. Maria Ablass. Dort durch den Hof „Clockring“ (an ihn erinnert die heutige Straße „Im Glockenring“) bis an das „Wichhaus“, dann zum Rhein hinab dem Uferbereich entlang, dann hinauf bis an die Immunität von St. Kunibert und von dort in der Straße „Unter Bodenmacher“ wieder bis an die alte Eigelsteinpforte.
Die Vorstadt Niederich bildete nach 1106 ihre Einheit durch Gericht und Schrein, deren gemeinsamer Sitz in der Johannisstraße lag. Dort befand sich das Bezirkhaus Niederich, dessen Vorderhaus Sitz des Schöffengerichts und zusätzlich Wohnung des Gerichtsboten war. Das Hinterhaus beherbergte die Amtleute und den Schrein. Das Gericht wurde von Hochgericht der Altstadt respektiert und durch dessen Kompetenz nicht eingeschränkt.
Wie in dem dann eingegliederten „Oversburg“ hatte man auch im Niederich nach dem Vorbild der altstädtischen Pfarren kommunale Behörden entwickelt. Beide Gebiete hatten, spätestens nach der Aussöhnung mit dem erzbischöflichen Stadtherren, eigenständigen Gerichtssprengel erhalten, der mit einer umfassenden Zivilgerichtsbarkeit ausgestattet worden waren.

### Bauerbank

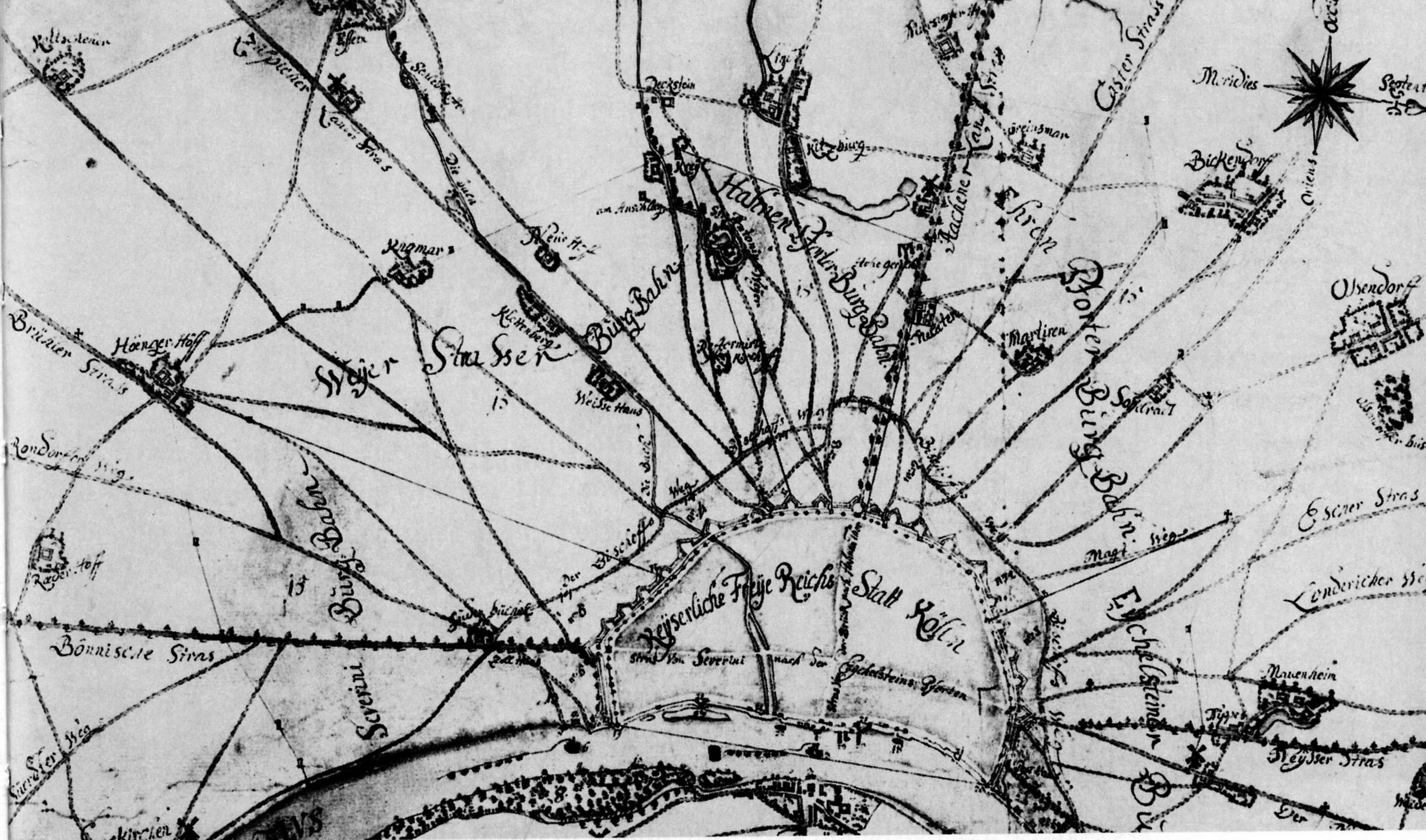
Die Karte des Abraham Hogenberg (1609) zeigt fünf Sektoren als Burg-Bahnen

Die überwiegend in der Landwirtschaft als Kleinerzeuger (später nannte man sie „Kappesbuure“), Gemüsehändler auf Märkten, oder Tagelöhner tätigen Bewohner hatten sich in einer speziellen „Genossenschaft“, der Bauerbank organisiert. Die des Niederich war eine der fünf Kölner Bauerbänke und hatte ihren Sitz auf dem Eigelstein. Die Vereinigung war auch noch nach späteren Befestigungserweiterungen für den nördlichen Sektor des „Kölner Schweid“ zuständig. Die Bauerbank auf dem Niederich wurde 1391 als letzte vom Rat eingerichtet und gehörte dem Bezirk St. Kunibert an.

## Integration des Niederich in das Stadtgebiet

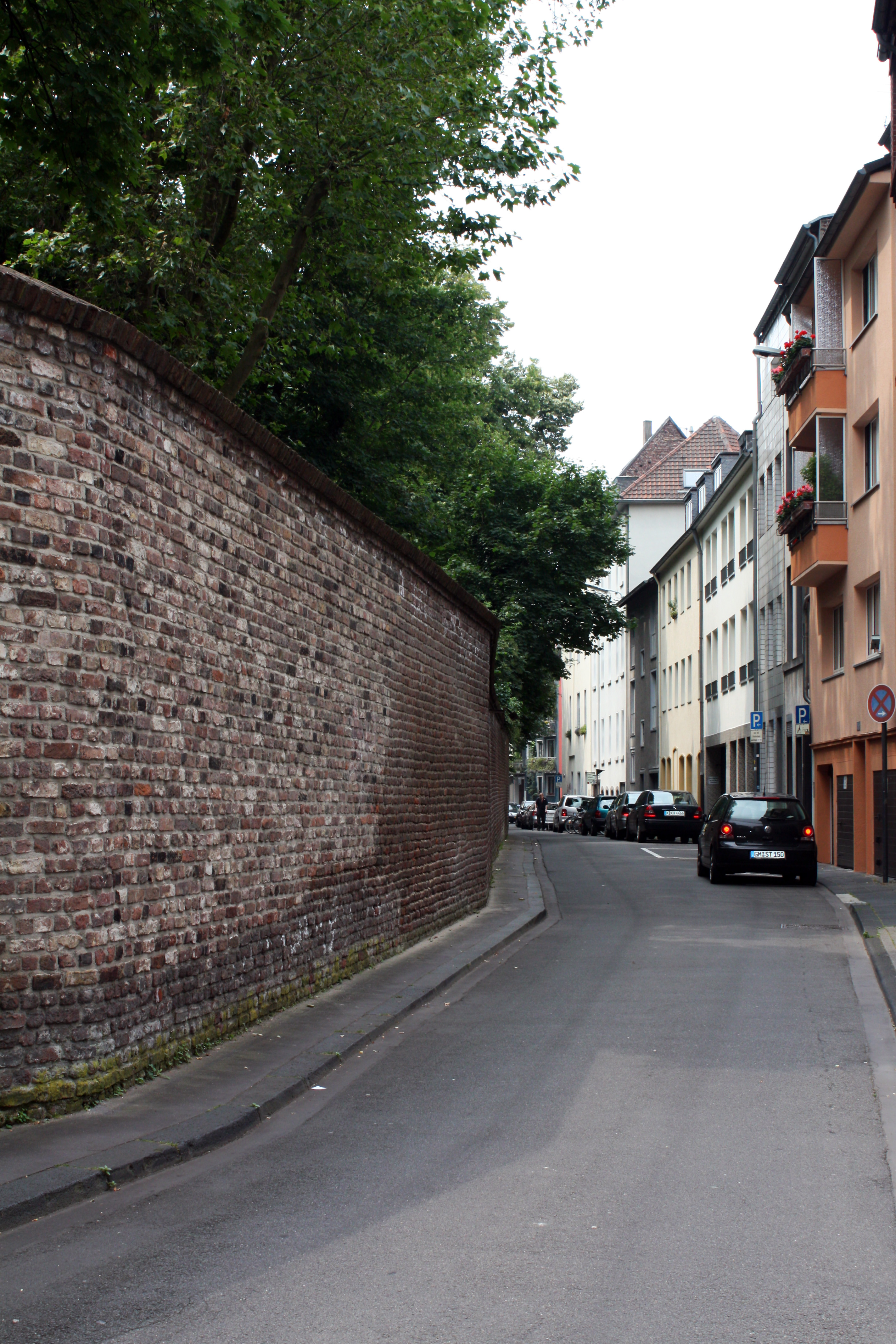
„Altengrabengässchen“, eine Erinnerung an den Wallgraben um 1106

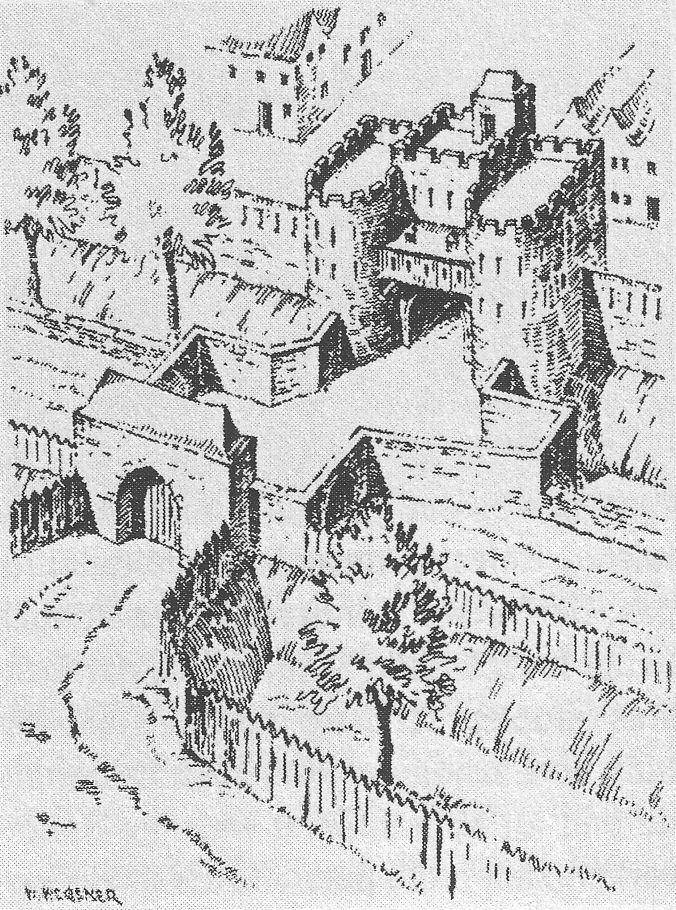
Feldseite der Eigelsteintorburg (um 1571)

Die räumliche Einbeziehung des Vorstadtgebietes umfasste folgendes Gebiet: Beginnend an der Judenpforte, die den bisherigen Zugang zur Komödienstraße ermöglichte, zog sich die neue Befestigungslinie in westlicher Richtung zum „Ipperwaldgraben“ (dem heutigen Kattenbug), und führte nördlich zur „Würfelpforte“, welche Ein- und Ausgang der Straße „Unter Sachsenhausen“ war. Die Befestigung verlief dann weiterhin nördlich durch den „Alten Graben“ (heutige Kardinal Frings-/Eintrachtstraße) zum alten Eigelsteintor. Sie überquerte dort die Straße Eigelstein und führte durch „Unter Kahlenhausen“, bis an die Immunität von St. Kunibert heran.
Diese aus Wall und Graben bestehende Befestigung war eine vorläufige und relativ rasch durchgeführte Schutzmaßnahme. Die anwachsende Bevölkerung ließ schon bald Überlegungen aufkommen, eine stärkere und weitergehende Befestigung zu errichten. Mit diesem mächtigen Vorhaben wurde dann im Jahre 1173 begonnen. Vorerst wurde erneut wieder nur ein Wall mit Graben gezogen, und bis zur kompletten Errichtung einer mit Toren und Türmen bestückten Ringmauer, sollten noch Jahrzehnte vergehen. Im Jahr 1207 fand der Mauerbau die ausdrückliche Billigung König Philipps, und im Jahr 1212 forcierte König Otto den Weiterbau, indem er der Stadt die Erhebung einer auf drei Jahre befristeten Brau- und Mahlsteuer gestattete, die der Fertigstellung des Festungswerks dienen sollte. Das sehr langsame Fortschreiten der Gesamtanlage verdeutlicht eine Erwähnung des Jahres 1254, zu diesem Zeitpunkt ist erst bei Kahlenhausen im Niederich von der neuen Mauer die Rede (muri civitatis apud Caldinhuisin).
Auch nach der späteren Erweiterung der Stadtmauer blieb die Verteidigungspflicht an den alten Wehranlagen bis weit in das 13. Jahrhundert beibehalten.

### Bürgerliche Bezirke der Vorstadt

#### Schreinsbezirke

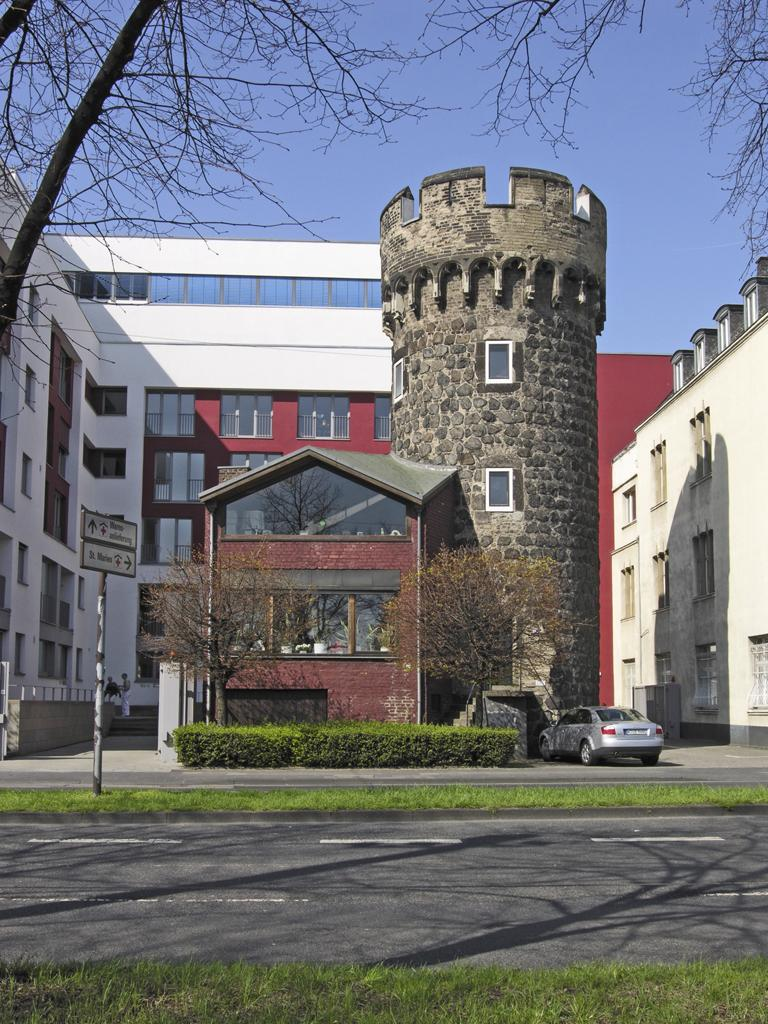
Weckschnapp, Befestigungsrest am Kunibertsturm

Aus der frühen Zeit des Gebietes Niederich gibt es – vermutlich aufgrund der spärlichen Ansiedlungen – zu einer Bezirksaufteilung wenige Angaben. So hatte der Eigelstein selbst nur eine grobe Aufteilung. An der südlichen Straßenseite war es der Unterbezirk „Weidengasse“, und an der östlichen Seite war es der Unterbezirk „Therdenhoven (möglicherweise im Zusammenhang mit Thenhoven zu sehen) et Kaldenhusen“.
Ab 1303 wurde der Bereich zwischen Rhein und Johannisstraße „ad portam“ genannt. Den westlich anliegenden Bezirk bis zur Maximinenstraße und Eigelstein hieß „a pistrino Maximini“. Der Streifen jenseits der Maximinenstraße bis zur Marzellenstraße war der Bezirk „a s. Lupo. Das Karree“ zwischen Komödien und Unter Sachsenhausen, sowie Marzellenstraße und Kattenbug, war der Bezirk „hospitalis s. Andree“. Zwischen der Marzellenstraße, der Stolkgasse, sowie vor den Dominikanern und der Ursulastraße, war es der Bezirk „a dono pistorea“. Westlich von dort, und südlich der Straße Hunnenrücken hieß der Bezirk „a domo Hilden“ und nördlich der beiden letztgenannten Bezirken lag der, der als „a s. Virginhus“ bezeichnet worden war.

## Kommunale Weiterentwicklung

### Soziale Einrichtungen

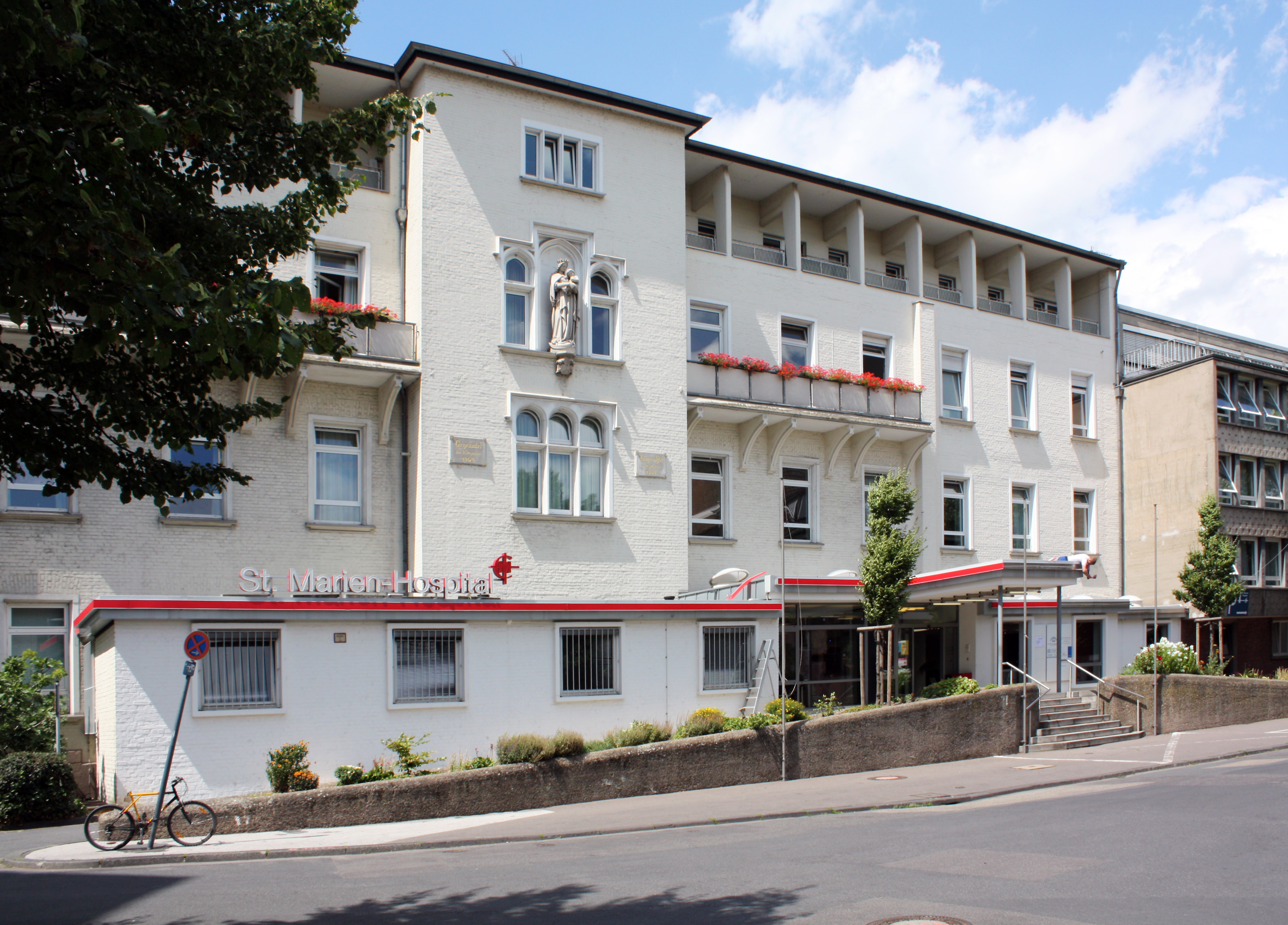
St. Marien-Hospital (1864)

Etwa in der Mitte des 19. Jahrhunderts versorgte das Vinzenz-Hospital der Vinzentinerinnen in der Eintrachtstraße und das einzige heute noch verbliebene Hospital im Bereich des Niederich, das 1864 gegründete Marien-Hospital neben der Kirche St. Kunibert, die Bewohner des Viertels. Vorgänger dieser Häuser sind in diesem alten Stadtviertel seit der Mitte des 12. Jahrhunderts belegt.

#### Hospital St. Heribert

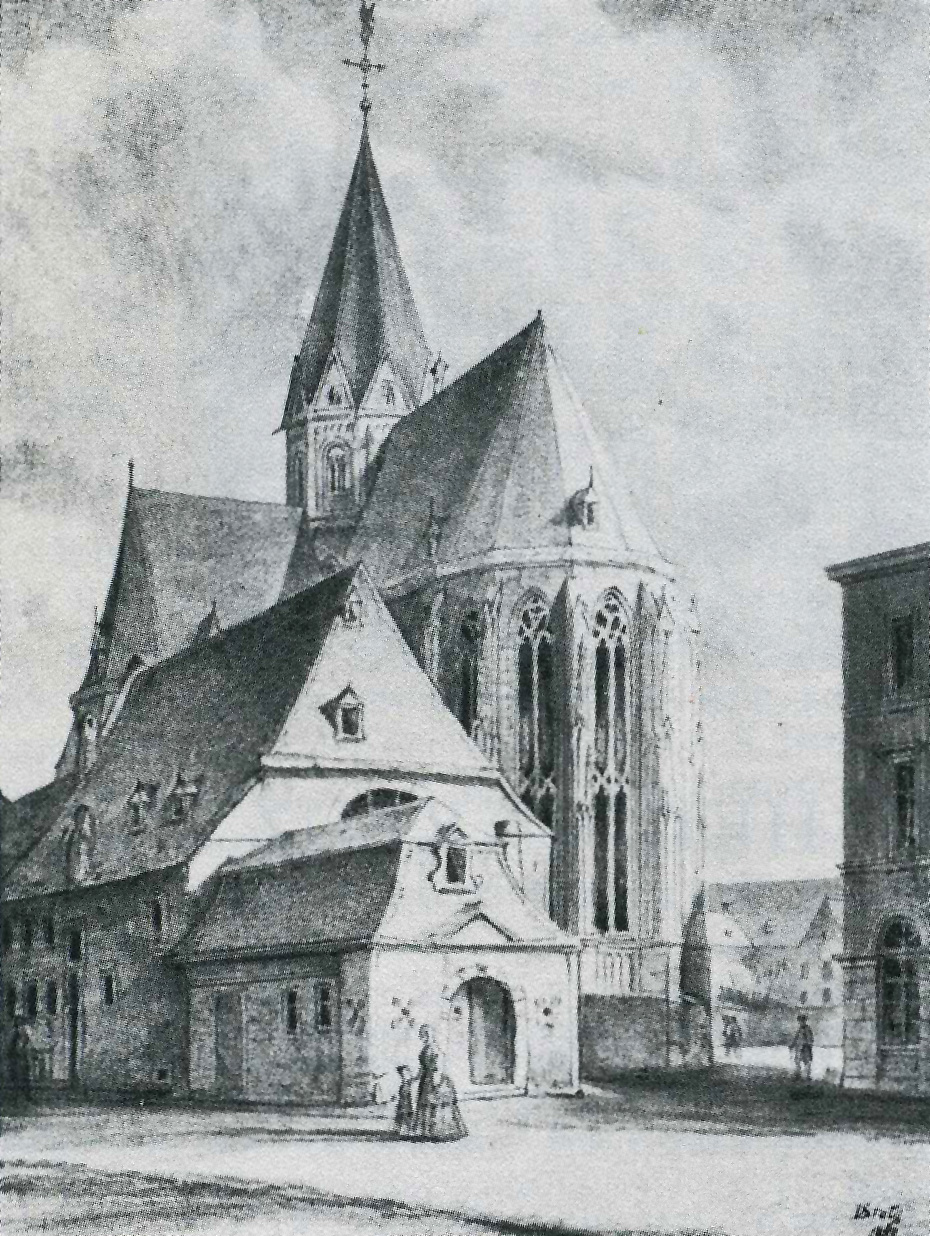
Hospital Heribert vor St. Andreas (1840)

1147 wurde in den Schreinskarten von St. Martinus das Hospital von St. Andreas genannt. Ein von dem Propst Theoderich 1195 zu Hospitalzwecken erworbenes Haus, wurde 1203 als Andreashospital, neben St. Paul stehend bezeichnet. 1281 befand sich im Obergeschoss des Hauses ein Beginenkonvent, während im Erdgeschoss Arme und Kranke lebten. Ein im Jahr 1306 errichteter Neubau diente den gleichen Zwecken, nahm aber nun, nach einer Urkunde Erzbischofs Heinrichs des Jahres 1314, zusätzlich auch Pilger auf.
Dem Hospital gehörte eine Kapelle an, der „Konrad von Leyden“, Dechant des Andreasstiftes, im Jahr 1364 einen dem heiligen Heribert geweihten Altar stiftete. 1615 wurde der Kapelle östlich ein Wachtgebäude der Stadt vorgelegt. Der Bau selbst war ohne Besonderheiten, bot aber zusammen mit der Wache und dem Chor der Andreaskirche ein malerisches Bild. Mit der Säkularisation ging die Kapelle in den Besitz der städtischen Armenverwaltung über, von der es bis 1844 stiftungsgemäß genutzt wurde. Danach erfolgte der Abbruch.
- 1180, Hospital S. Maria Magdalena, Stolkgasse, mit einer Kapelle ausgestattet. Die Einrichtung wurde um 1220 den Dominikanern überlassen
- 1183, Hospital S. Lupus in der Trankgasse, bestand als solches bis 1398
- 1308, entstand das Hospital Haus Grunewald, an der Maximinenstraße (auch Allerheiligen) zur Aufnahme armer und bekehrte Juden. Stifter der Einrichtung waren Hermann de Ederne, und Adolph de Reven.

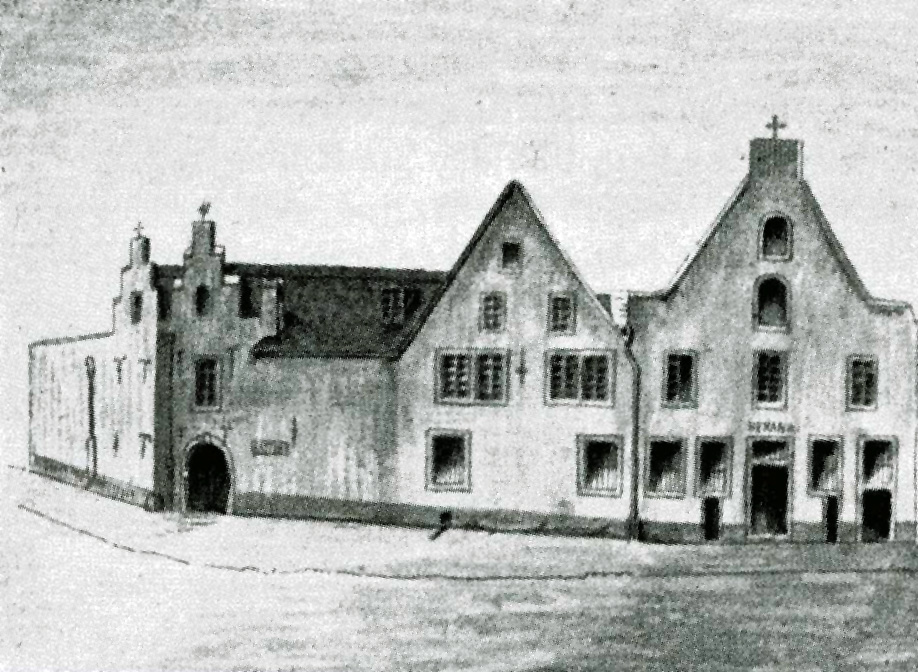
Hospital Ipperwald (1844)

#### Hospital Ipperwald
„Ipperwald“, benannt nach den dort stehenden Ippen (Ulmen), war Hospital und Herberge. Im Jahr 1323 bestimmten die Eheleute Alexander und Agnes Halbhaus, ein ihnen gehörendes Teilstück des zwischen Juden- und Würfelpforte gelegenen „Ipperwaldgrabens“ zur Aufnahme kranker Geistlicher und anderer Hilfsbedürftiger. Insbesondere nahm sich Ipperwald als Herberge der ungarischen Pilger an.

#### Hospital St. Revilien

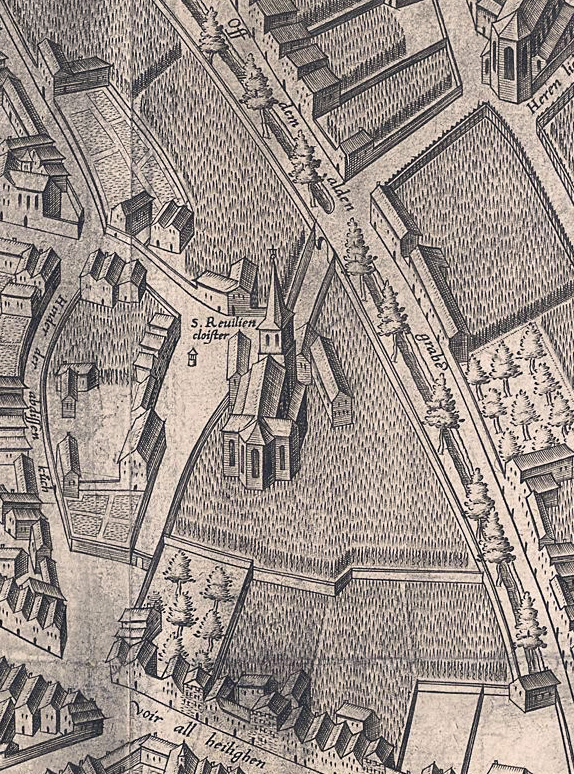
Umfeld St. Revilien um 1571

1426, erwarb „Daem von Loeven“ an der Stolkgasse das Haus „Wevelkoven“, oder auch St. Revilien genannt (Revilien = reverendae filiae). Es wurde erstmals im Jahre 1427 in den Quellen mit der Bezeichnung „novum hospital“ angegeben, als es von dem Patrizier Werner Overstolz reich beschenkt wurde. 1462/65 wurde die Einrichtung mit einer Abteilung für „Wahnsinnige“ durch den Nachlass des Kölner Kaufmanns Johann Rinck erweitert. Die Stiftung wurde im Jahr 1500 durch den Sohn Johanns, Dr. Peter Rinck erweitert, so wie das Hospital auch weiterhin von vielen Gönnern bedacht wurde. Es waren Vermächtnisse des Lic. Hermann († 1579) sowie des Weihbischofs „Theobald Crassel“ († 1587). Die der heiligen Ursula geweihte Kapelle war ein kleiner Saalbau von 10 × 18 m Grundfläche und lag südlich des an der Stolkgasse und der Straße „Vor St. Ursula“ gelegenen Hospitals. Die gesamte Verwaltung unterstand vier Provisoren, die vom Rat gestellt wurden.

### Bildungseinrichtungen
Im Niederich hatten sich einige der Fakultäten der 1388 gegründeten Universität zu Köln niedergelassen. Die Fakultät der in Köln nur schwach vertretenen Mediziner stand nur eine eingeschränkte Mitbenutzung der Räumlichkeiten der Artistenschule offen. Diese hatte das Gebäude des Versėlenkonventes (wahrscheinlich ein ehemaliges Grundstück der Bürgermeisterfamilie Jude) an der Stolkgasse bereits seit dem Jahr 1398 in ihrem Besitz. Es war für die Zwecke der Artistenfakultät umgebaut und mehrfach erweitert worden.
Für ihre erkrankten Studenten hatte die Artistenfakultät auf der Gereonstraße, das Haus „Zur roder Porzen“ als Hospital errichtet. Von 1411 bis 1416 besaß die Fakultät auch den Hof „Riehle“ auf der Marzellenstraße.

#### Jesuitenschule

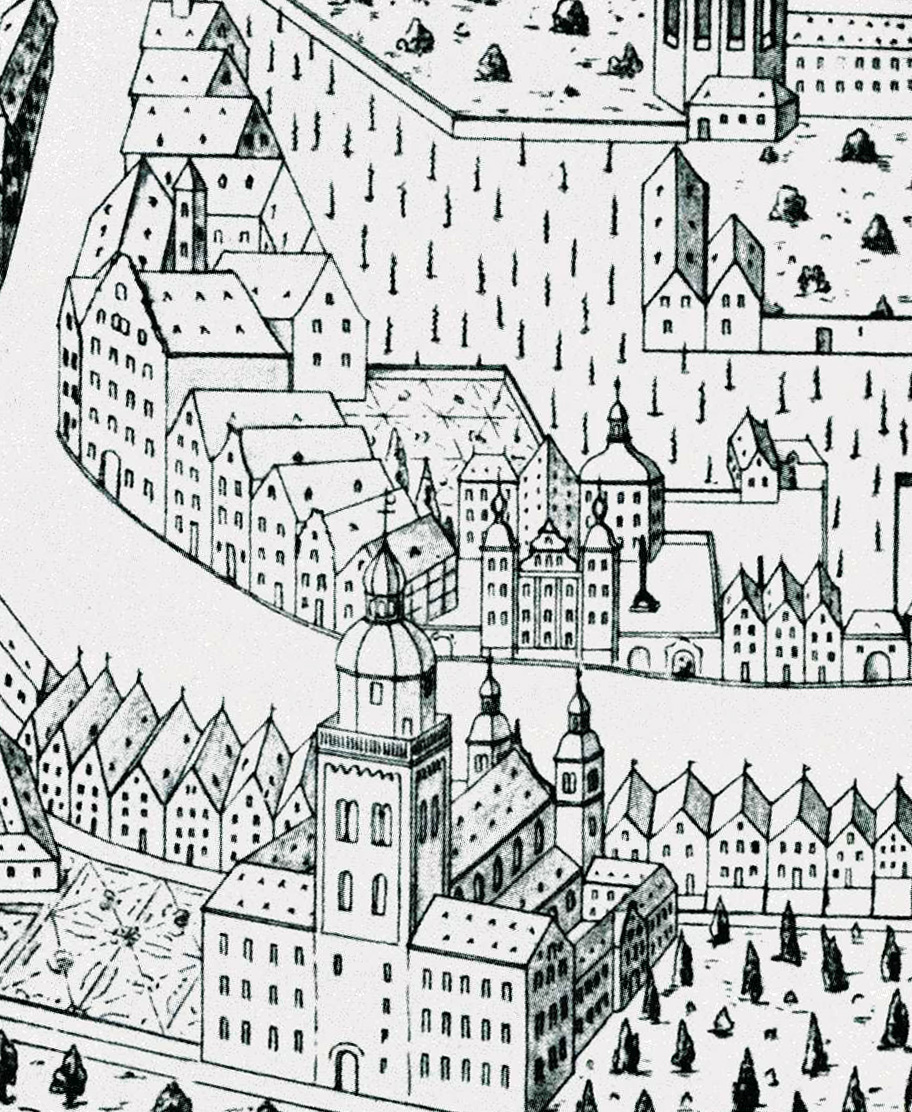
Gymnasium „Tricoronatum“, und St. Mariä Himmelfahrt

Unter dem Regens des „Jakob Leichius“ wurde 1552 die 1450 von dem Theologen Dr. Johannes von Kuyck am Eigelstein gegründeten Burse, die Bursa Cucana, in ein städtisches Gebäude an der Maximinenstraße verlegt und erhielt den Namen bursa tricoronata. Die Schule wurde dann am 2. Februar 1557 von den Jesuiten übernommen, die sofort mit der Erweiterung der Baulichkeiten begannen. Sie erwarben mehrere Häuser auf der Johannisstraße, an denen sie umfangreiche Umbauten vornehmen ließen. Diese Bauten, die über eine Durchfahrt (ein Portzhaus) von der Maximinenstraße erreichbar waren, ließen sie dann mit einem der heiligen Maria geweihtem Oratorium versehen. 1598 verlegten die Jesuiten ihre Anstalt in von ihnen erworbene Häuser vor den Dominikanern. 1599 veräußerten sie ihre Bauten an der Johannisstraße an die Stadt, für die der Rat 5000 Reichstaler zahlte. Der Rat ließ die Liegenschaft in ein städtisches Waisenhaus umwandeln, welches dort bis zum Jahr 1800 bestand.

#### Montanergymnasium
Um 1420 gründete Heinrich aus Gorichen das Montanergymnasium in der Stolkgasse. Es wurde durch Regens Lambertus de Monte († 1499) vergrößert und erhielt später dessen Namen. Die Anstalt erwarb um 1504 zusätzlichen Besitz durch eine Stiftung des Dr. Valentin Engelhard in Form eines „Steinenhaus“ sowie weitere Gebäude am Turm zu Untersachsenhausen. Durch den Regens Gerhard Mathisius erhielt das Montanum zwei weitere Häuser in seinen Besitz, sie lagen in der Enggasse und wurden „zu den zwei Böcken“ genannt. Der spätere Regens Johann Titz (1624 bis 1658) baute die Anstalt neu auf. Er ergänzte sie aus eigenen Mitteln um ein Alumnat, sowie einer dem heiligen Thomas von Aquin geweihten Kapelle.

#### Ursulinenschule

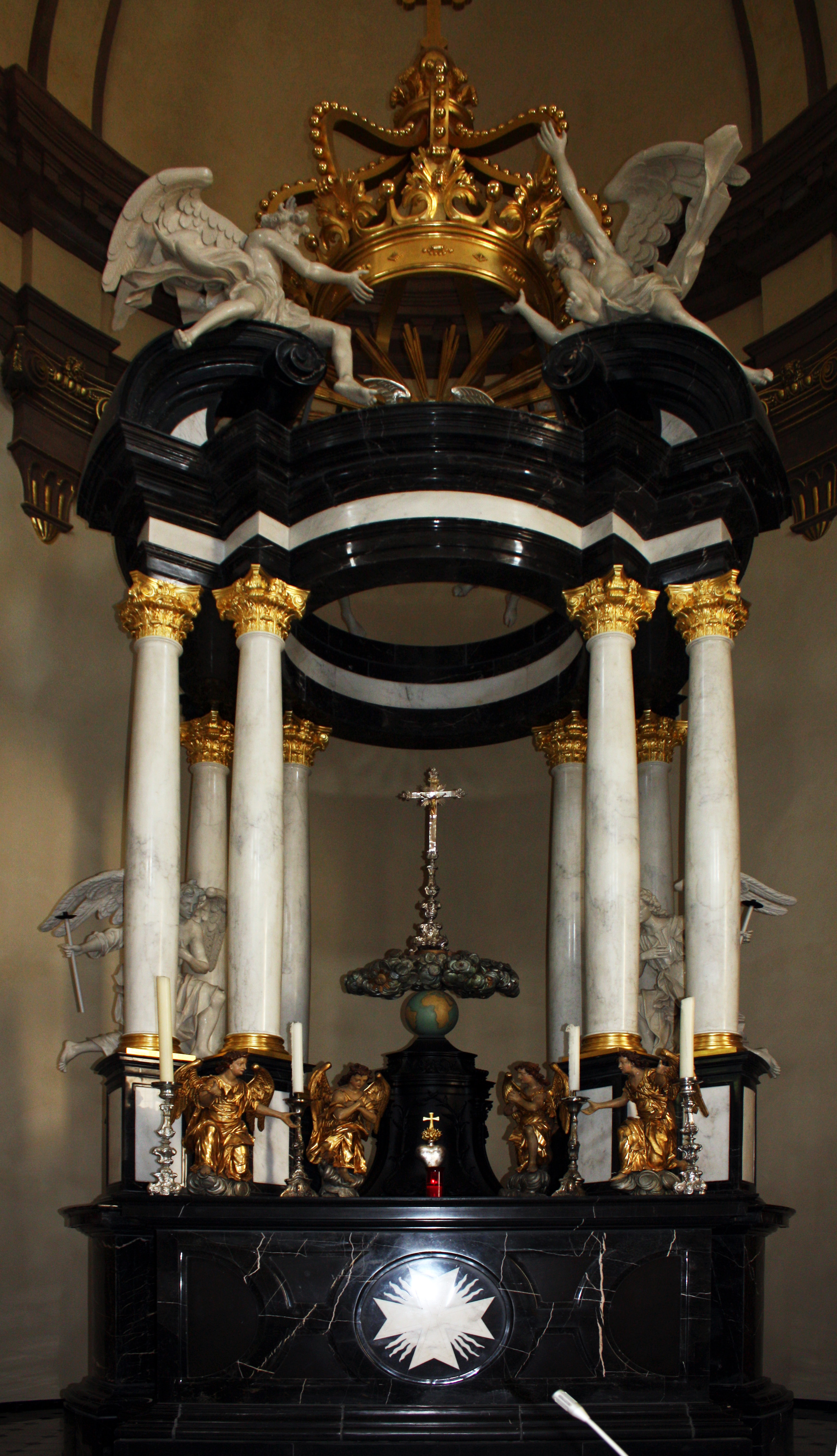
Altar aus St. Columba in der Ursulinenkirche

Die in der Folge des Dreißigjährigen Krieges von Lüttich nach Köln geflohenen Ursulinen betreuten bis zum Ende des 20. Jahrhunderts die Kirche und die Mädchenschule in der Machabäerstraße. Die 1651  gegründete Lehranstalt des Ordens war zu diesem Zeitpunkt die erste ihrer Art in Deutschland. Nach Plänen des Jesuitenpaters Antonius Halse entstanden zwischen 1673 und 1676 neue Konventsgebäude, denen in den Jahren 1693/95 weitere Schulgebäude folgten. Im Jahr 1712 wurde die von dem venezianischen Architekten Matteo Alberti entworfene Fronleichnamskirche fertig gestellt. Auch die Einrichtungen der Ursulinen erlitten im Zweiten Weltkrieg schwerste Zerstörungen, deren Instandsetzung bis zum Ende des 20. Jahrhunderts andauerten. Die Ursulinenschule existiert bis in die Gegenwart an dem historischen Standort mit einem Realschul- und Gymnasialzweig ausschließlich für Mädchen.